# 魚津市
魚津市（うおづし）は、富山県の東部に位置する市。北西側は富山湾（日本海）に面する一方、南東側には毛勝三山の一つである釜谷山（標高2,415m）があり北アルプスに連なる。1952年（昭和27年）市制施行。

## 概要
旧越中国の一部であり、かつては北陸街道の宿場町、富山湾の港町、魚津城等城郡の城下町、寺社群の門前町、商業・産業都市として栄えた。その後新川地方中核都市圏である魚津都市圏の中心都市となり、『平成の大合併』以前は富山県内では富山市、高岡市、氷見市に次ぐ4番目の人口を擁していたが、平成の大合併の交渉にことごとく失敗したことで、黒部市に抜かれ8番目の人口規模にまで転落することとなった。
市内の多くが立山黒部ジオパークである。沿岸地域は世界で最も美しい湾クラブに加盟した富山湾に面し、蜃気楼、ホタルイカ、魚津埋没林（国の特別天然記念物）が有名。また、漁業が盛んであり、北洋漁業の根拠地となっている。ホタルイカが水揚げされる富山市から魚津市にかけての富山湾沿岸は、特別天然記念物に指定されている。周辺都市に比べ大型の郊外型商業施設の出店が多い。また、あいの風とやま鉄道線と富山地方鉄道本線の乗り換えが可能なため、立山黒部アルペンルートや黒部峡谷鉄道（トロッコ電車）など観光地への交通の要衝であり、乗り換え客や宿泊施設が多い。
市名は、大道、魚堵（をど）→小戸ヶ浦（をどがうら）→小戸（をど）→小津（をづ）と変わったのが、小戸ヶ浦の称していた頃の住人である高円、久和の2氏が、当地で開発した漁法によって魚が多く獲れるようになった結果、魚の産地ということで1595年（文禄4年）4月に「魚津」となったのが由来である。また現在は「うおづ」であるが、戦後すぐまでは「うをづ」と表記しており、昔は「を」を「うぉ」と発音した時期があったことから、「表記：をづ（発音：うぉづ）」から「うおづ」になった可能性がある。一部の地元住民の発音では「うぉーづ」と聞こえる。ローマ字表記ではUODU（うおづ）ではなく、UOZU（うおず）となる。
市のマスコットキャラクターは「ミラたん」で、2012年の市制60周年に合わせて一般公募により採用された。

## 都市情報

### 基本データ
人口集中地区(DID：令和６年度)
- 面積：4.28km2
- 人口：約3万8700人（男性約1万9000人、女性約1万9700人）
- 世帯：16933世帯
- 面積割合：2.1%
- 人口割合：35.5%
- 人口密度：3845.8人　＊魚津市に住民登録ある人口・世帯数で外国人含む

### 市章
魚津市章は、カタカナの「ウ」を主題とした構想で、「ウ」の三方に突き出すのは市勢の飛躍的発展と、本市が世界に誇る三大奇観の蜃気楼・埋没林・ホタルイカを表わしたものであり、さらに友愛・誠実・健康の三大美点を象徴させている。波頭は、日本海の良港を表わすとともに「津」の感覚を盛り、波型を円に作図して市民の融和・団結を表示したものである。(昭和32年制定)（魚津市役所より）
※なお、特記事項に添付されている画像は市章のみであり、実際の旗とは寸法や位置が異なる場合がある。

### 市のキャッチコピー
“蜃気楼の見える街 魚津”

### ライフライン・交通等の区分
電力会社：北陸電力(60Hz)
電話：西日本電信電話（NTT西日本）
高速道路：中日本高速道路（NEXCO中日本）
鉄道：あいの風とやま鉄道（交流20,000V・60Hz）
　　　：富山地方鉄道（直流1500V）
自動車ナンバープレート：富山
気象台：東京管区気象台管内 新潟地方気象台管内 富山地方気象台

### 文化
この辺りは北日本・東日本・西日本、古くは遠方地域や大陸の文化が入り混じり、独自の文化圏が形成されている。北陸の中では比較的首都圏への志向性が強い。
- 方言・訛は、市内の多くでは魚津弁が用いられる。市内でも場所や性別、年齢により訛りが異なる。
- 灯油ポリタンクの色は赤色の使用が多いが、店には青色も並び、一部の家では白や青など他の色も使用されている。
- 雑煮の餅は、昔から角餅を焼いて入れる家が多いが、最近は焼かずに煮るだけの家もある。
- 大都市圏へ出る場合、距離では名古屋が比較的近いが、専ら東京へ出ることが多い。またビジネス等で新潟方面や金沢・京都・大阪方面へ行く場合もある。
- 料理の味付けは、塩分・糖分ともに濃いとされる。
- 祭りは東日本や北日本的なものが多いとされる。例として、「たてもん祭り」は東北の「ねぶた」と信濃（諏訪）の「御柱祭」が融合した形式をとる伝統儀式である。

### 平成の大合併
滑川市との合併を望み積極的なアプローチを図ったが、滑川市が行ったアンケートでは同じく合併協議参加への働きかけがあった富山市との合併を望む声と魚津市との合併を望む声が拮抗し、さらには旧中新川郡での合併を望む声も相当数あったため交渉にも至らなかった。黒部市は魚津市以東の新川広域圏の合併を望んだが、北陸新幹線の駅が黒部市内に建設されるため、将来的に主導権が黒部に奪われるという理由で魚津側が拒否した。

## 自然・地理・地勢

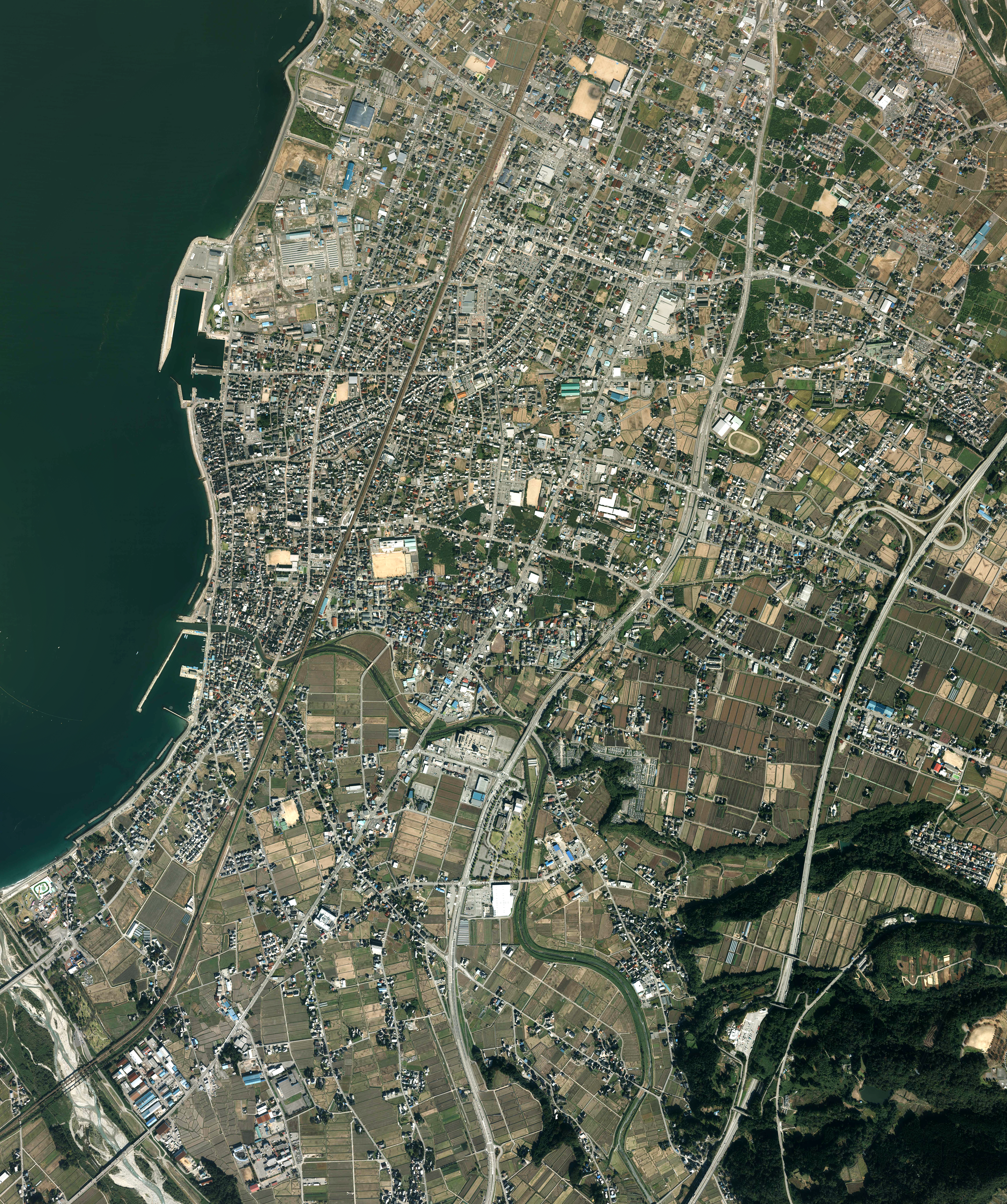
魚津市中心部周辺の空中写真。2014年10月8日撮影の8枚を合成作成。。

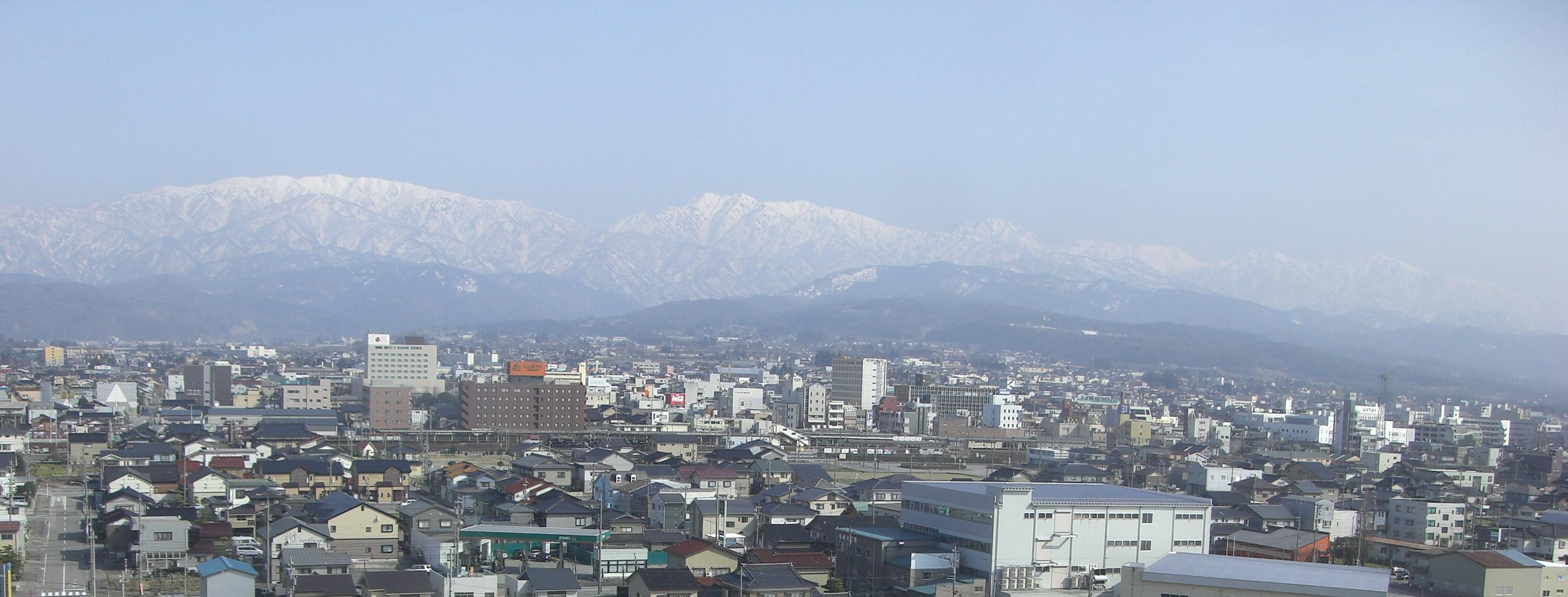
魚津市と立山連峰

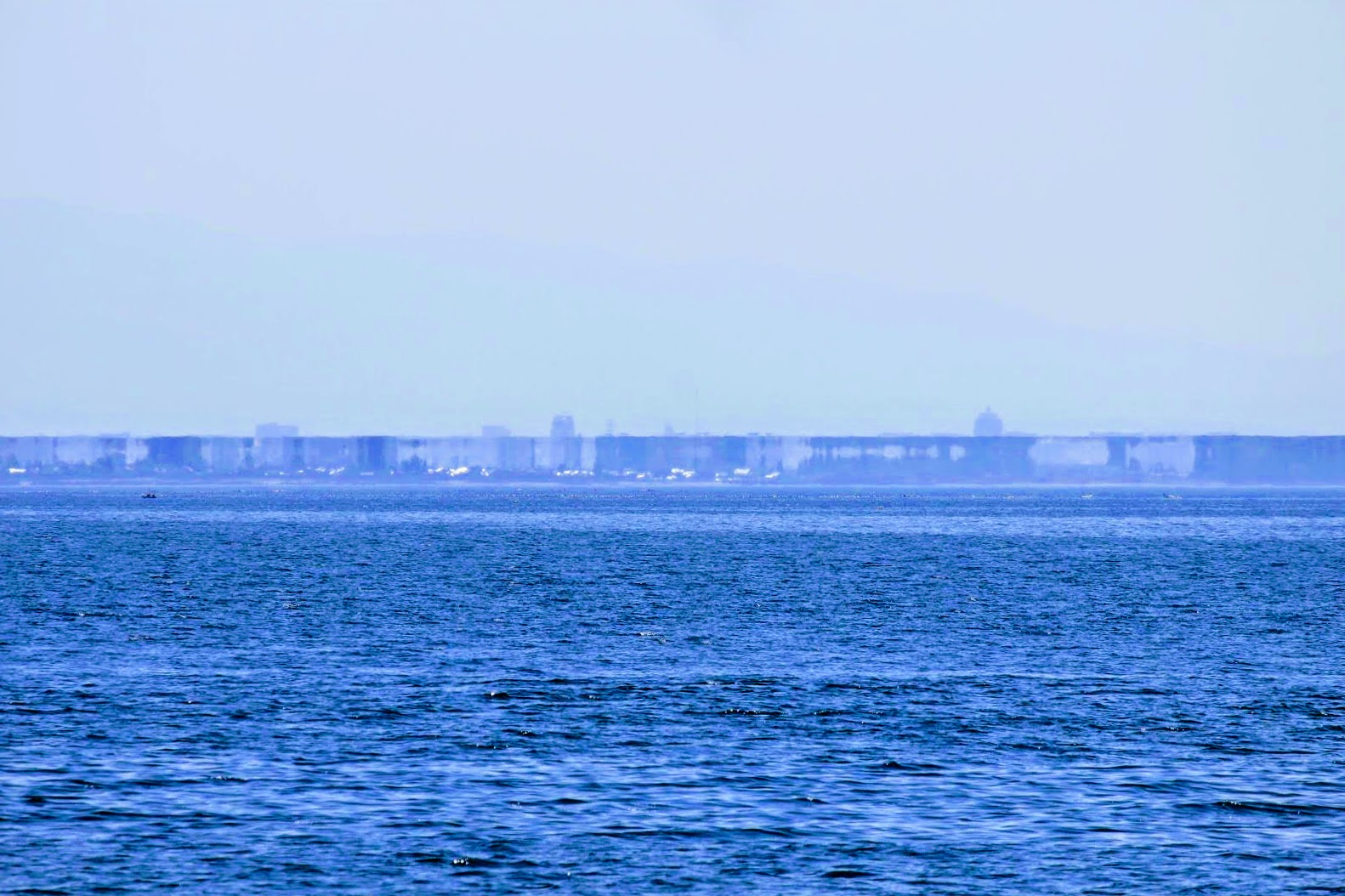
春の蜃気楼

新川平野のほぼ中央(富山平野の東部であり、黒部川扇状地の西部)に位置する。また糸魚川静岡構造線の糸魚川より約53km西に位置する。同市は北西から南東に向かって細長く展開しており、北西には蜃気楼を見ることができる富山湾が広がっている。昔から良港として船の出入りが多く、魚介類の種類も豊富な漁場となっている。南東部は最大標高2,415mに達する山岳地帯となり、毛勝山付近の一部は、中部山岳国立公園に指定されている。市内からは、飛騨山脈（北アルプス）立山連峰をはじめ、日本三霊山の1つである立山や、日本百名山の剱岳、薬師岳、白馬岳など3000m級の山々を望むことができる。さらに後立山連峰の朝日岳や雪倉岳、鉢ヶ岳なども眺望できる。また沿岸部からは湾岸沿いの地域を望むことができ、富山市の牛岳温泉スキー場、高岡市の二上山、石川県の能登島・能登半島まで望むことができる。
市域の地形は、山岳部、丘陵地、台地・段丘、扇状地、低地、埋立地に分けられる。市内の大半は緩やかな傾斜をしており、魚津駅北部を軸に馬の背のような地形をしている。同市の沿岸部は、富山湾の中でも特に海底が急激に深くなる地形をしており、海岸線は大昔からほとんど変化していない。また海岸線とほぼ並行する形で魚津断層が走っている。

### 山岳
僧ヶ岳、駒ヶ岳、毛勝三山(毛勝山、釜谷山、猫又山)、大明神山、天神山（松尾山)、白倉山、松倉山、大杉山、滝倉山、大猫山

### 気候・環境
ケッペンの気候区分によれば、魚津市の気候は温暖湿潤気候（Cfa）、山間部は亜寒帯湿潤気候（Df）である。また、温帯混合林であるため常緑・落葉広葉樹林と針葉樹林が混在しているほか、山岳部は高山植物が生育している。
日本海側気候で、太平洋側と比較して湿度が高い。特に冬には雨・雪が降る日が多い。比較的好天が多いのは4月 - 5月と9月 -10月である。夏にはフェーン現象が起きて最高気温が35℃を超えることもある。梅雨の影響は太平洋側と比較して少ない。台風が直撃することはあまりない。
| 魚津（1991年 - 2020年）の気候      | 魚津（1991年 - 2020年）の気候 | 魚津（1991年 - 2020年）の気候 | 魚津（1991年 - 2020年）の気候 | 魚津（1991年 - 2020年）の気候 | 魚津（1991年 - 2020年）の気候 | 魚津（1991年 - 2020年）の気候 | 魚津（1991年 - 2020年）の気候 | 魚津（1991年 - 2020年）の気候 | 魚津（1991年 - 2020年）の気候 | 魚津（1991年 - 2020年）の気候 | 魚津（1991年 - 2020年）の気候 | 魚津（1991年 - 2020年）の気候 | 魚津（1991年 - 2020年）の気候 |
| 月                                 | 1月                           | 2月                           | 3月                           | 4月                           | 5月                           | 6月                           | 7月                           | 8月                           | 9月                           | 10月                          | 11月                          | 12月                          | 年                            |
| ---------------------------------- | ----------------------------- | ----------------------------- | ----------------------------- | ----------------------------- | ----------------------------- | ----------------------------- | ----------------------------- | ----------------------------- | ----------------------------- | ----------------------------- | ----------------------------- | ----------------------------- | ----------------------------- |
| 最高気温記録 °C （°F）             | 19.2 (66.6)                   | 22.4 (72.3)                   | 27.6 (81.7)                   | 30.7 (87.3)                   | 32.5 (90.5)                   | 36.3 (97.3)                   | 37.9 (100.2)                  | 37.8 (100)                    | 37.5 (99.5)                   | 33.5 (92.3)                   | 29.2 (84.6)                   | 24.9 (76.8)                   | 37.9 (100.2)                  |
| 平均最高気温 °C （°F）             | 6.2 (43.2)                    | 6.8 (44.2)                    | 10.9 (51.6)                   | 16.8 (62.2)                   | 21.9 (71.4)                   | 25.0 (77)                     | 29.0 (84.2)                   | 30.6 (87.1)                   | 26.5 (79.7)                   | 21.0 (69.8)                   | 15.3 (59.5)                   | 9.4 (48.9)                    | 18.3 (64.9)                   |
| 日平均気温 °C （°F）               | 2.7 (36.9)                    | 2.9 (37.2)                    | 6.2 (43.2)                    | 11.7 (53.1)                   | 16.9 (62.4)                   | 20.7 (69.3)                   | 24.7 (76.5)                   | 25.9 (78.6)                   | 21.9 (71.4)                   | 16.4 (61.5)                   | 10.7 (51.3)                   | 5.5 (41.9)                    | 13.9 (57)                     |
| 平均最低気温 °C （°F）             | −0.3 (31.5)                   | −0.5 (31.1)                   | 1.9 (35.4)                    | 6.8 (44.2)                    | 12.2 (54)                     | 16.8 (62.2)                   | 21.2 (70.2)                   | 22.1 (71.8)                   | 18.2 (64.8)                   | 12.3 (54.1)                   | 6.6 (43.9)                    | 2.0 (35.6)                    | 10.0 (50)                     |
| 最低気温記録 °C （°F）             | −8.8 (16.2)                   | −9.3 (15.3)                   | −7.1 (19.2)                   | −1.8 (28.8)                   | 3.8 (38.8)                    | 8.3 (46.9)                    | 14.3 (57.7)                   | 14.6 (58.3)                   | 10.4 (50.7)                   | 2.8 (37)                      | −1.0 (30.2)                   | −6.7 (19.9)                   | −9.3 (15.3)                   |
| 降水量 mm （inch）                 | 254.7 (10.028)                | 165.5 (6.516)                 | 176.8 (6.961)                 | 161.4 (6.354)                 | 154.0 (6.063)                 | 180.9 (7.122)                 | 276.1 (10.87)                 | 206.9 (8.146)                 | 233.6 (9.197)                 | 203.5 (8.012)                 | 255.1 (10.043)                | 304.6 (11.992)                | 2,588.3 (101.902)             |
| 降雪量 cm （inch）                 | 133 (52.4)                    | 112 (44.1)                    | 21 (8.3)                      | 2 (0.8)                       | 0 (0)                         | 0 (0)                         | 0 (0)                         | 0 (0)                         | 0 (0)                         | 0 (0)                         | 1 (0.4)                       | 55 (21.7)                     | 325 (128)                     |
| 平均降水日数 （≥1.0 mm）           | 23.1                          | 18.9                          | 17.3                          | 13.4                          | 11.9                          | 11.5                          | 13.8                          | 10.8                          | 12.9                          | 13.4                          | 17.5                          | 22.4                          | 187.0                         |
| 平均月間日照時間                   | 60.8                          | 87.6                          | 134.0                         | 169.8                         | 195.0                         | 147.5                         | 147.0                         | 201.4                         | 141.0                         | 141.9                         | 99.3                          | 62.8                          | 1,593.5                       |
| 出典1：Japan Meteorological Agency |                               |                               |                               |                               |                               |                               |                               |                               |                               |                               |                               |                               |                               |
| 出典2：気象庁                      |                               |                               |                               |                               |                               |                               |                               |                               |                               |                               |                               |                               |                               |

#### 自然現象予報

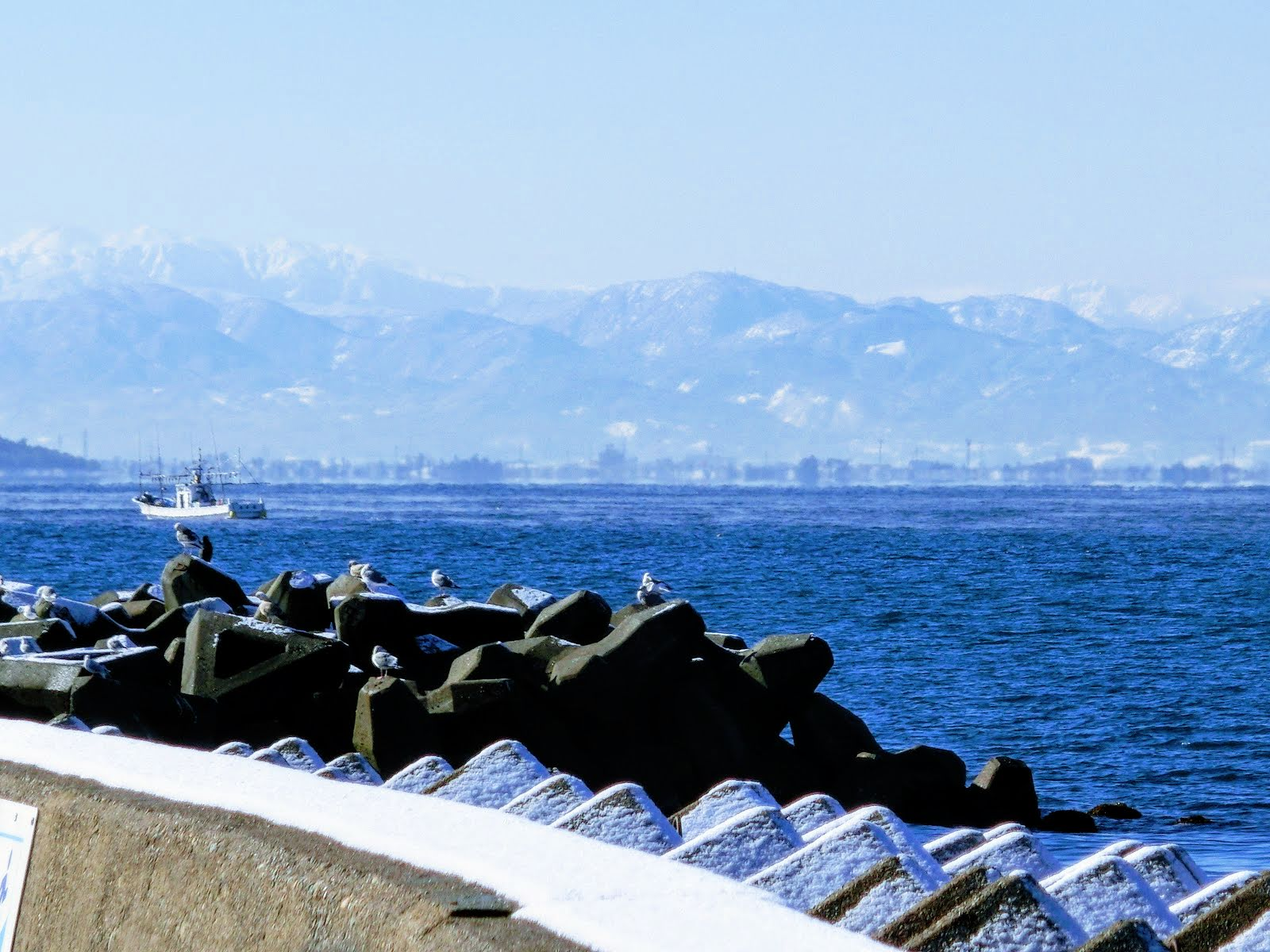
冬の蜃気楼

富山県内では、蜃気楼が発生する確率が高い春先になると、テレビの天気予報内で蜃気楼情報が出される。富山湾では特に魚津市から多く見ることができる。また、夏は市内からの立山眺望情報も予報される。

### 河川・水辺
片貝川、早月川、布施川、角川、鴨川（神明川）、小川寺川、坊田川、大座川、入川、中川
- 湖沼：池尻の池
- 滝：平沢沌滝、三階棚滝
- その他：大沢の地鎮杉、坪野のつなぎがや、蛇石（龍石）、洞杉

- 富山湾、石田(黒部市)沖より魚津方面
- 片貝川：毛勝連峰を源流とする。
- 鴨川：市内中央を流れる。毎年サケの放流が行われる。
- 角川：角川書店など、角川姓(苗字)の由来とされる。
- 早月川：剱岳を源流とする急流である。

### 水循環
同市は水の循環が一つのまちで完結している。水深1000m超の富山湾から標高2400m以上の立山連峰に連なる山岳に至るまで、直線距離でわずか25kmしかない急峻な地形をもつ魚津市では、毛勝山や僧ヶ岳などの山間部へ降り注いだ雨や雪が、片貝川や早月川もしくは地下水となって扇状地を流れて富山湾へと注ぐ。海へ帰った水は雲となり再び雨や雪となる。豊かな自然に恵まれた同市はこの水循環の恩恵を受けて成り立っているといえる。今でも市内には井戸水（地下水）を利用する家庭がいくつもある。地域によっては自噴する場所もある。特別天然記念物の魚津埋没林も、この冷たい地下水によって海水の侵入が防がれて良好な保存状態で保たれた。

## 市街地・住宅街の構成
総面積に対し平野部の面積が少なく、多くが山間部であるため、市街地および居住地域は沿岸部に隔たっている。国道、高速道路、鉄道路線が比較的沿岸部に近い地域を海岸線と平行して走っている。市域の中心的な駅は魚津駅で、近隣に市役所が所在する。旧市街地は富山地方鉄道電鉄魚津駅周辺で、鉄道路線が高架化されている。
市街地

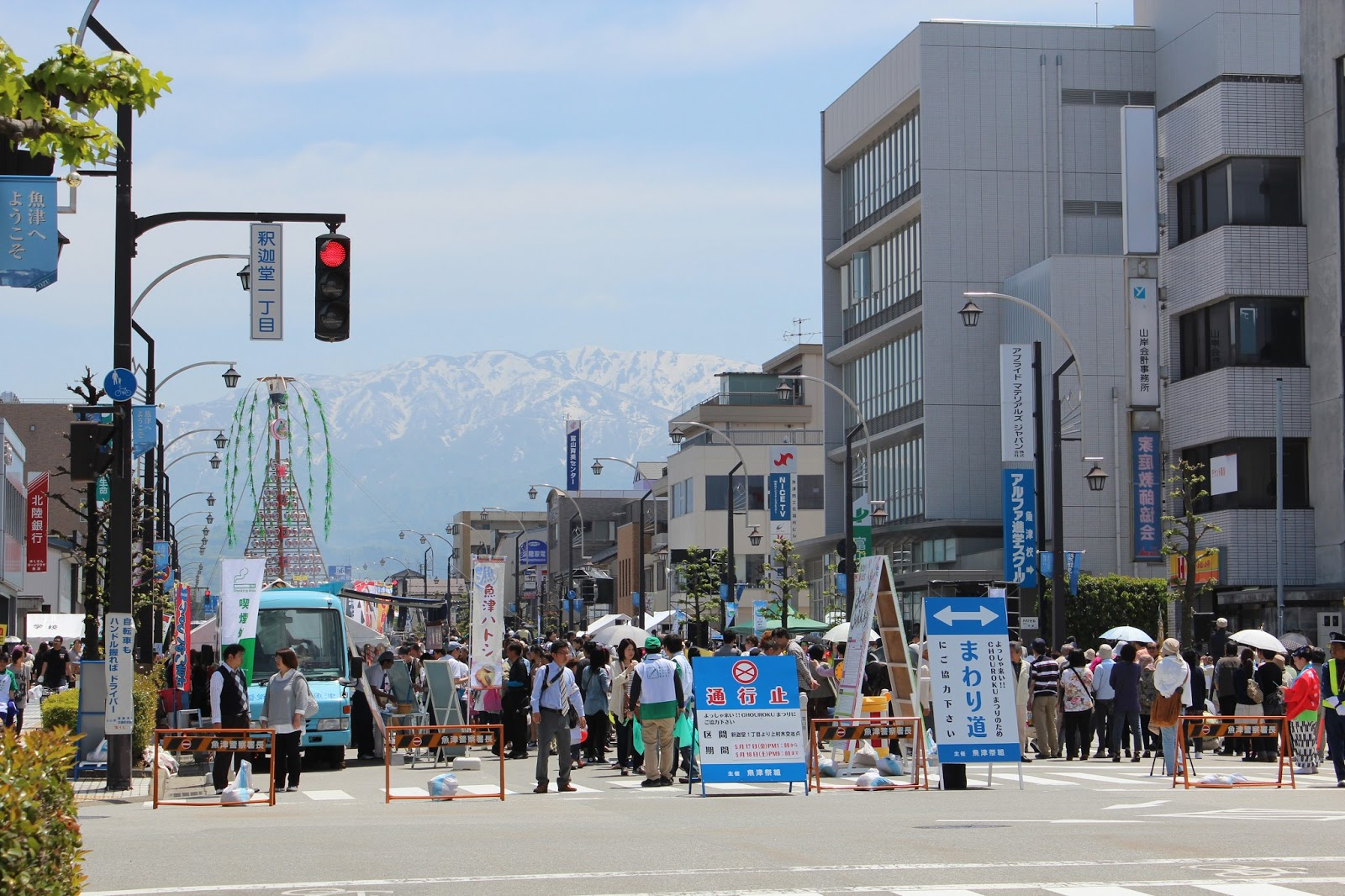
イベント開催時の魚津駅前（東口）

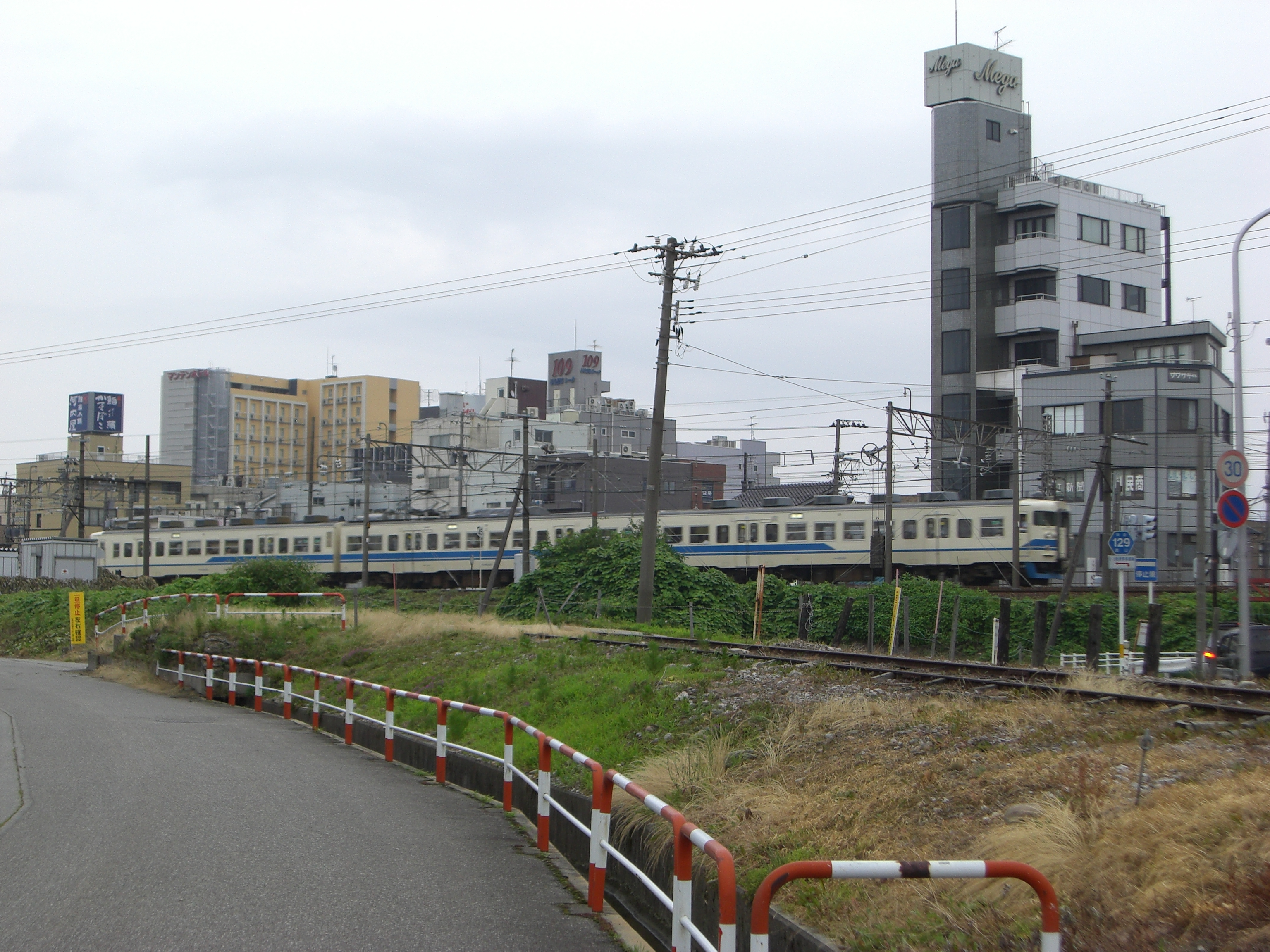
本新町より駅前新町方面（鉄道を境に市街地と住宅地が分かれている）。

- 市街地は沿岸部から国道8号沿線に集中するが、あいの風とやま鉄道線・富山地方鉄道本線が並走する鉄道高架より海側は旧市街地の趣が強い。
- 魚津駅前は昭和40年代になってから整備された市街地で、駅から県道135号（旧国道8号）にかけて片側2車線の大型道路が整備されている。周辺には『魚津ショッピングスクエア サンプラザ』などの商業施設や学習塾、歓楽街（柿の木割）、市役所、国の合同庁舎などの行政施設が集中する。
- 中央通り商店街や村木地区は、魚津大火で焼失した後に再整備された街である。特に中央通り商店街や新宿通り商店街は、防火建築帯となっている。
- 鴨川以南の旧市街地である本町、新宿、新角川、上口などは、明治時代、北陸街道が通り賑わったが、現在は閑静な住宅地と化している。
- 県道135号（旧国道8号）の魚津警察署付近から江口にかけての沿線は、スーパーやホームセンター、ファミリーレストラン、ヤマダ電機、ケーズデンキ、スーパー原信などのロードサイド店舗が多く出店している。
- 近年、住吉地区の国道8号と県道135号（旧国道8号）にまたがる地域には、MEGAドン・キホーテUNY魚津店、ウエルシア、パワーコメリホームセンター、ジュートピア新川（常設住宅展示場）などの郊外型商業施設が多く出店している。

住宅街
- 中心市街地に隣接する住宅地は、おもに本江地区や吉島地区、魚津駅西側の地区に集中する。
- 郊外では平和台、青島、吉島、東尾崎地区などに所在する。
  - 青島地区は、1952年に市営住宅が完成してから、宅地化が進んだ。
  - 東尾崎地区は、1980年代後半に川の瀬地区（一部、木下新含む）に公団や促進住宅が建設され平成に入ってから宅地化が進んだ。
- 経田漁港のある経田地区も住宅街が所在する。

その他
- 市が運営するコミュニティバス“魚津市民バス”があり、市街地循環路線、郊外路線を有している。
- 中心市街地および経田地区のほとんどの地域で住居表示が実施されている。

## 沿革・歴史

### 縄文時代
- 紀元前4000〜8000年頃（縄文時代初期）、西布施の長引野台地にある桜峠から始まる。この遺跡からは、「押型文土器」が出土。
- 上野地区の早月上野遺跡では、国内最大規模の縄文中期の環状集落が見つかっている。

同時代中期以降に東日本を中心に多くみられる女性を象った土偶が出土している。その他、縄文土器（火焔型土器など）、押形文土器といった土器や、東北地方や新潟県、中央高地（長野県）から持ち込まれた土器が出土している。

### 弥生時代
- この頃、海岸部に群生していた杉の原生林が、片貝川の氾濫により土砂に埋もれる（この頃の海水位は現在よりも低く、当時の杉の群生は現在では海面下に位置する）。
- 天神山の山頂部から弥生時代末期の土器が出土しており、二世紀末の倭国大乱に関係する弥生時代の山城跡と考えられる。

### 古墳時代
- 印田遺跡が発達する。

### 飛鳥時代
- 701年から704年頃より、漁業に従事する人たちが定住していて、諏訪大明神を勧請していた（諏訪大社の分霊を奉斎。後に越の大社に改称）。この頃の名称は、大道、あるいは魚堵（読みはともに「おど」）。
- 702年 - 魚津のある地域は越中国（ほぼ今の富山県域と一致、国府は現在の高岡市伏木）と確定する。

### 奈良時代
- 746年（天平18年）のころ、当時の越中守大伴家持が、片貝川、早月川、信濃の浜（魚津海岸の旧称、後述）にちなんだ短歌を詠む。

### 平安時代
- 863年 - 越中、越後で大地震が発生し、魚津にも影響する。

### 鎌倉時代
- 1326年 - 大洪水により片貝川の流路が大きく東へ蛇行し、独立した河川であった布施川と合流した(蛇行前は現在の吉島小学校、魚津高校、東部中学校、道下小学校付近を流れていた。当時の名残として、中川用水が現在でも存在する)。
- 鎌倉末期から南北朝時代、角川河口に港が完成。

### 建武の新政

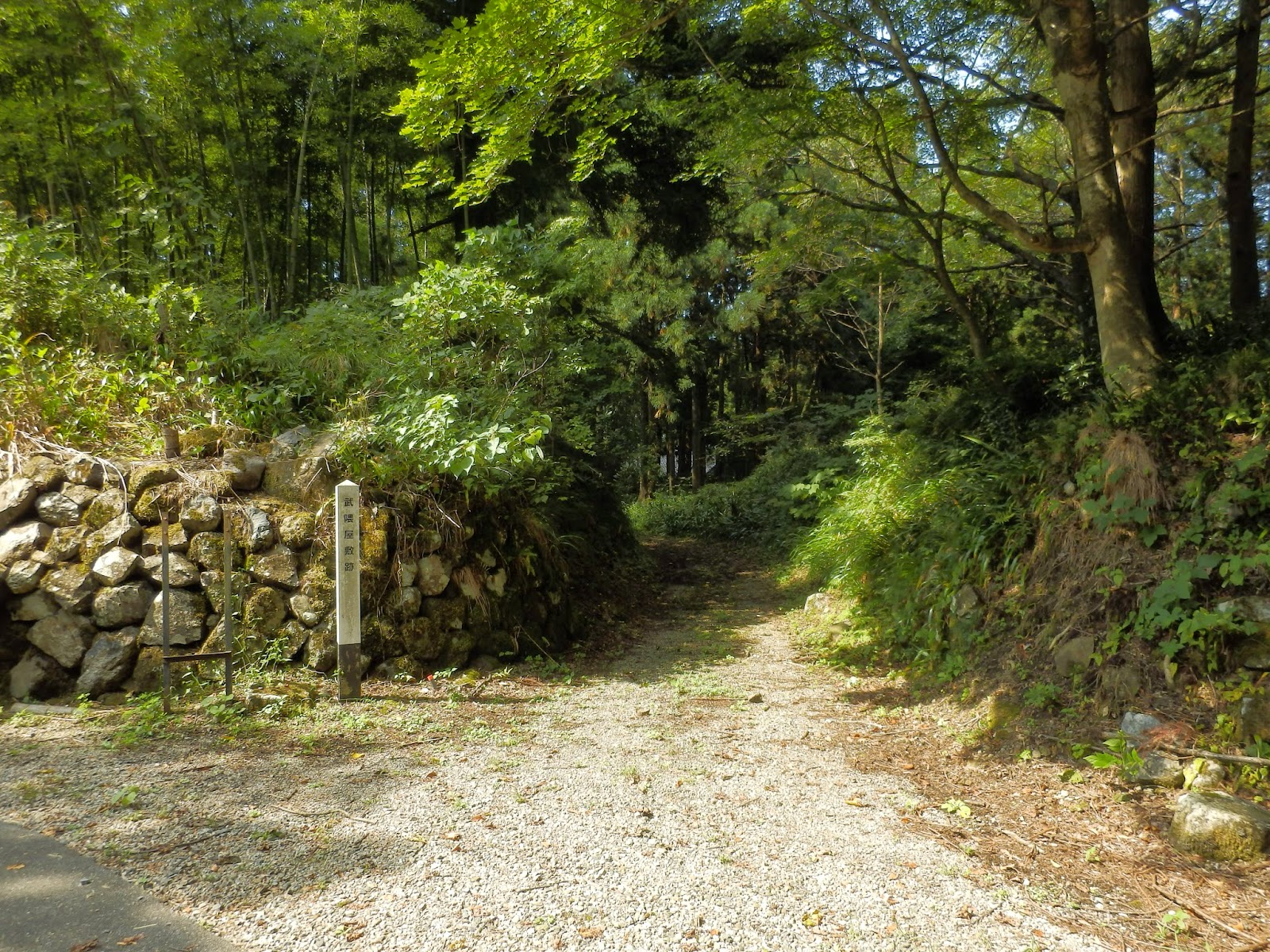
松倉城周辺の城跡郡

- 1335年 松倉城や魚津城をはじめとする城群が魚津に築城。

### 室町時代
- 1394年頃、松倉金山が発見される（後の加賀藩の重要な金の産出地）。地名の「金山谷（かなんだん）」は、武田信玄が呼んだとされる。
- 1486年頃、漁民だけでなく、商人、職人、運送人、武士なども定住するようになる。

#### 戦国時代
- 1554年 - 天神山城が築城。

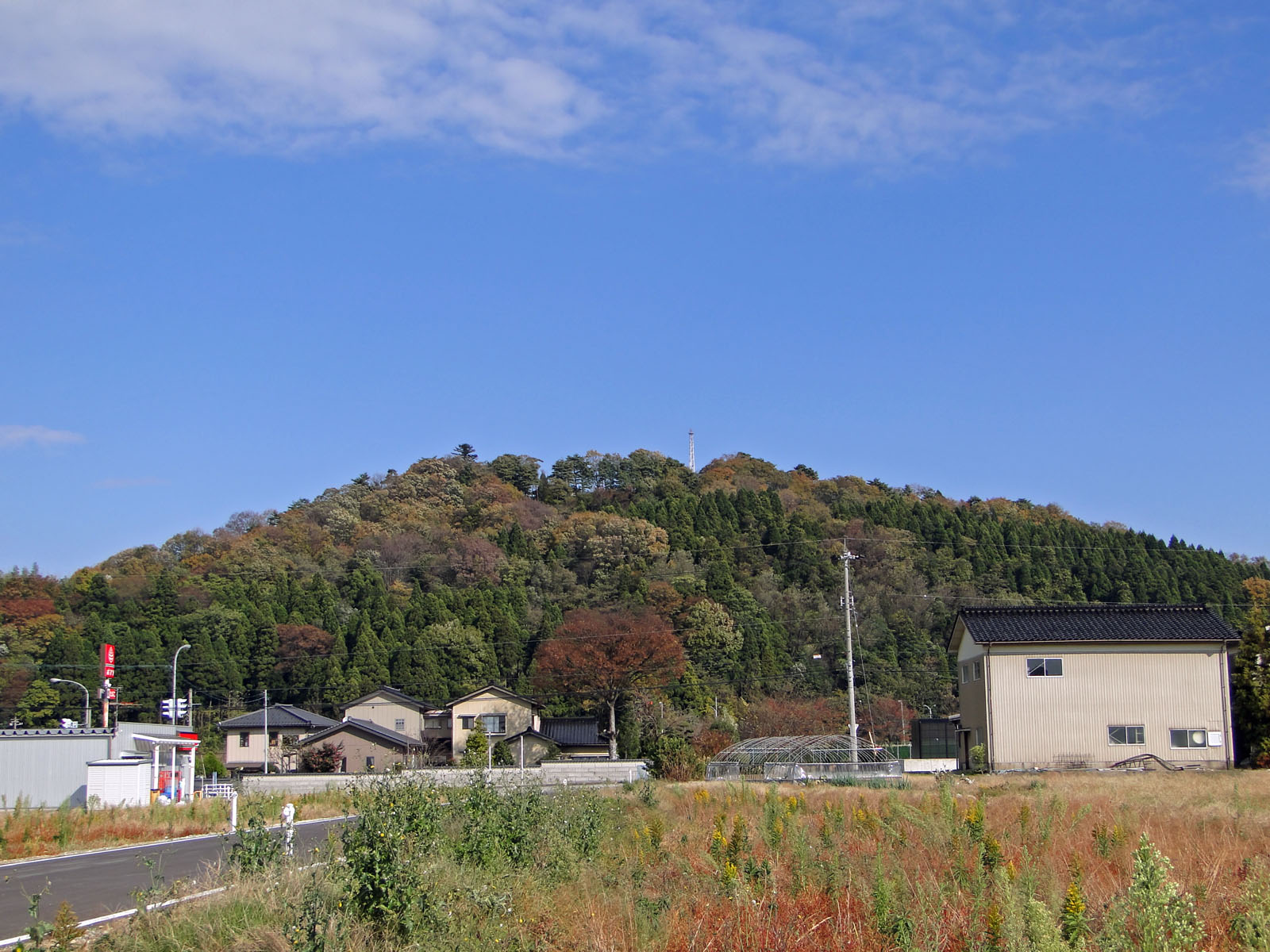
天神山(かつて天神山城が存在した)

- 1564年 - 上杉輝虎(謙信)が魚津で蜃気楼を見る。
- 1569年8月 - 前年に続いて越中へ出兵し、椎名康胤を討つため大軍を率いて松倉城を百日間にわたり攻囲する（松倉城の戦い）。

### 安土桃山時代
- 1582年3月11日 - 織田信長の家臣の柴田勝家や、佐々成政、前田利家らが、当時上杉景勝の支配下であった魚津城を攻略（魚津城の戦い）、激しい攻防の末6月3日に落城させたが、前日2日、（急報が入るのは4日以降）に本能寺の変が起こり急遽撤退、結果的に信長を殺害した明智光秀の討伐を羽柴秀吉（後の豊臣秀吉）に先を越されることになる。
- 1582年6月3日 - 魚津城が落城する。本能寺の変で上杉が奪還。それからも織田・上杉による争奪が繰り返される。のち佐々成政の肥後転封により、越中国新川郡は前田領とされ[注 2]、その後も加賀藩の支配下となる。
- 1583年まで、松倉城（鎌倉時代に築城）が県東部の中心であった。この城の近くにできた城下町（現在の鹿熊あたり）は、後に北陸街道沿いの魚津城の周辺へ移り、現在の魚津市街の基礎となる。以降から、魚津の城下町は、新川や県東部の中心として発展していく。なお、魚津城は江戸時代はじめごろに廃城となる。
- 1595年 - 小津が現在の魚津に改称される（1476年という説もある）が、小津の名称は、その後も使用された。

### 江戸時代

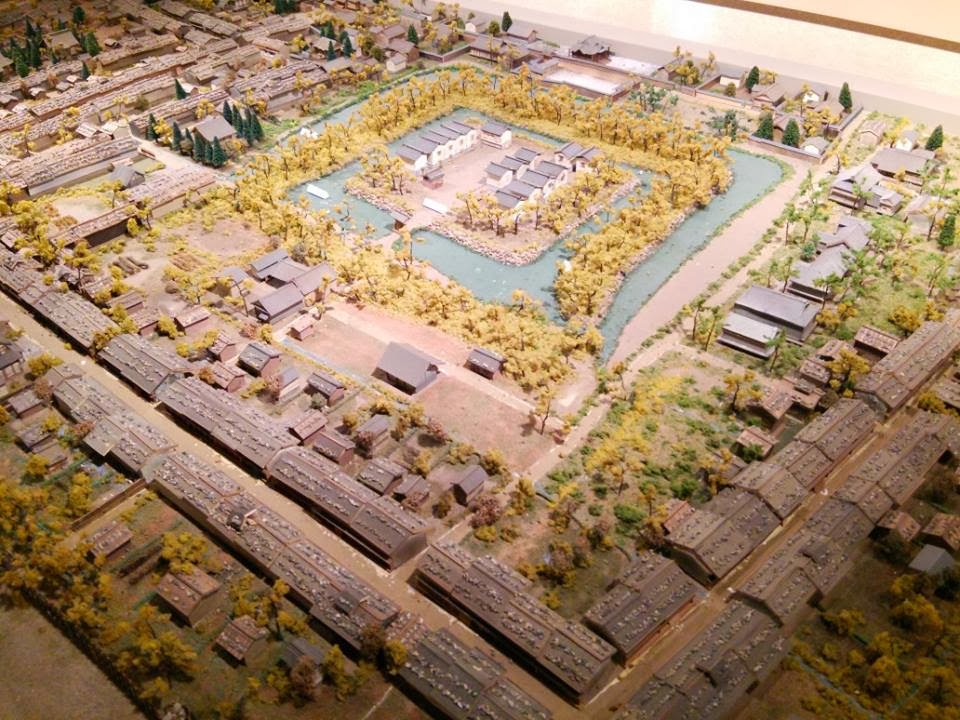
廃城後の城下町

- 1648年〜1651年 - 雑木林に覆われていた片貝川流域を開墾するため、高さ20m、長さ300mにわたって盛土し、その上に用水を通す事業が行われる。
- 1660年 - 魚津町奉行が設置される。
- 1671年頃、町名を「魚津」に統一（それまでは魚津と小津の併用であった）
- 1709年 - 貝原益軒による本草書『大和本草』が発刊され、中国で出版された『本草綱目』を基に、日本に初めて蜃気楼の「蜃」を表し、竜に属する「みずち」を示した。
- 1712年 - 寺島良安による百科辞典『和漢三才図会』が発刊され、竜に属する蜃が蜃気楼を起こすという記述、大型のハマグリである車螯（わたりがい）が蜃気楼を起こすという記述をし、車螯は別名を蜃ともいうが竜の蜃とは別種のものとして区別を示し、二種類の蜃気楼を収録した。

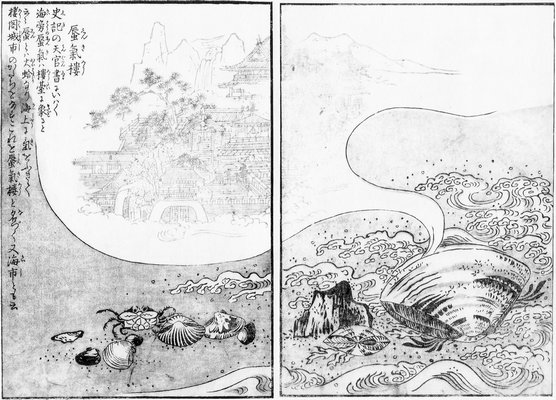
蜃気楼　鳥山石燕 『今昔百鬼拾遺』

- 1780年 - 鳥山石燕の妖怪画集「今昔百鬼拾遺」が発表される。（この絵図はのちの伊勢桑名のハマグリ蜃気楼が描かれた（1797年）ものの基になった。）
- 1781年から1788年頃、『魚津古事記』が発表される。魚津の蜃気楼を見て吉兆であるとし、蜃気楼は須弥山｢喜見城（きけんじょう）｣として描かれ立山(りゅうさん)信仰と結合している。
- 1831年8月2日および1834年2月21日 - 魚津町で大火発生[7]。
- 1858年4月9日 - 安政飛越地震が立山地域で発生し、魚津にも影響する。

### 明治
- 1871年12月31日 - 廃藩置県により旧加賀藩領の礪波郡と新川郡を併せ、富山県を新川県に名称を変更するする、魚津の旧加賀藩郡代役所に県庁を設置する[8]。
- 1872年9月27日 - 七尾県射水郡を編入する。旧越中国が新川県として一つの県となる。
- 1873年
  - 3月 - 浜経田小学校、浦方小学校の2校創設（現在の経田小学校である。魚津市域の小学校では最初となる）。
  - 9月6日 - 新川県庁が魚津から富山に移る[8]。
  - 時期不明 - 魚津第一番中学校（後の大町小学校、現在は統合によりよつば小学校）が創立。
- 1876年4月18日 - 新川県が石川県に編入され、魚津は石川県となる。
- 1878年
  - 9月5日 - 魚津町に県内最初の電信分局が架設される[9][10]。
  - 12月17日 - 新川郡が郡区町村編制法により上新川郡及び下新川郡の分割する(後に上新川郡の区域から分立して、中新川郡が発足する)。魚津市の前身の町村は全て下新川郡に所属する。
- 1882年 - 友道村でニホンナシの苗木が植栽される[11]。
- 1883年5月9日 - 「明治16年太政官布告第15号 富山佐賀宮崎三縣設置」により、佐賀県、宮崎県の分県とともに、旧越中国一円（越中4郡）を富山県として再び設置。魚津は富山県となる。
- 1889年4月1日 - 町村制の施行により、魚津町が発足する(1950年ごろは、人口密度は約15000人と非常に高かった)。
- 1892年 - 道下尋常小学校をはじめとして市内に多くの小学校が創立。
- 1899年 - 第三中学校（現在の富山県立魚津高等学校）開校
- 1900年 - 魚津町の貸座敷業者の道下村村木地区への強制移転問題をきっかけに、道下村の一部を魚津町へ編入することが検討されたが不調に終わる。以降幾度か周辺村との合併話が持ち上がる[12]。
- 1908年11月16日 - 官設鉄道北陸線（現在の北陸本線）の富山 - 魚津間延伸により魚津駅開業（一般駅）。旧仮名遣いは「うをづ」[13]。
- 1909年 - 下新川郡魚津町大字金浦町に、魚津尋常小学校（現在の村木小学校）が創立。

### 大正

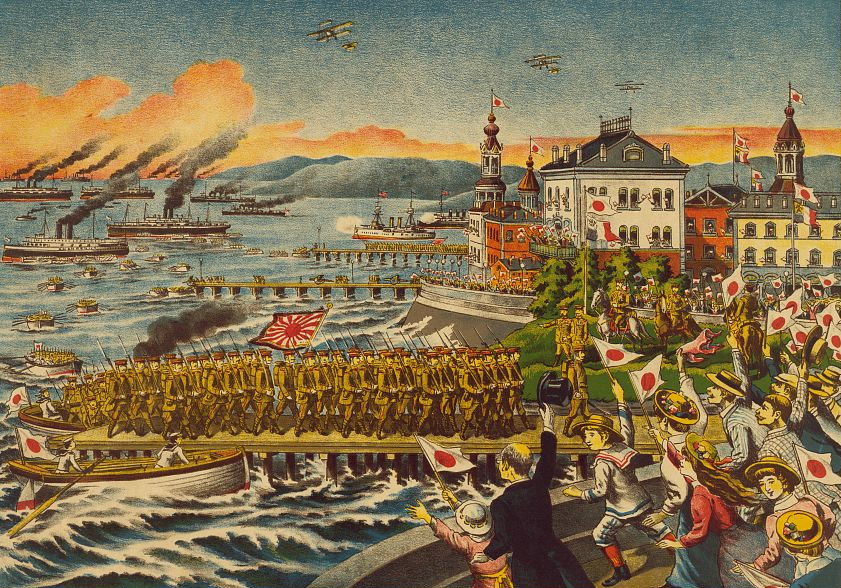
シベリア出兵を伝える日本の画報（救露討独遠征軍画報）

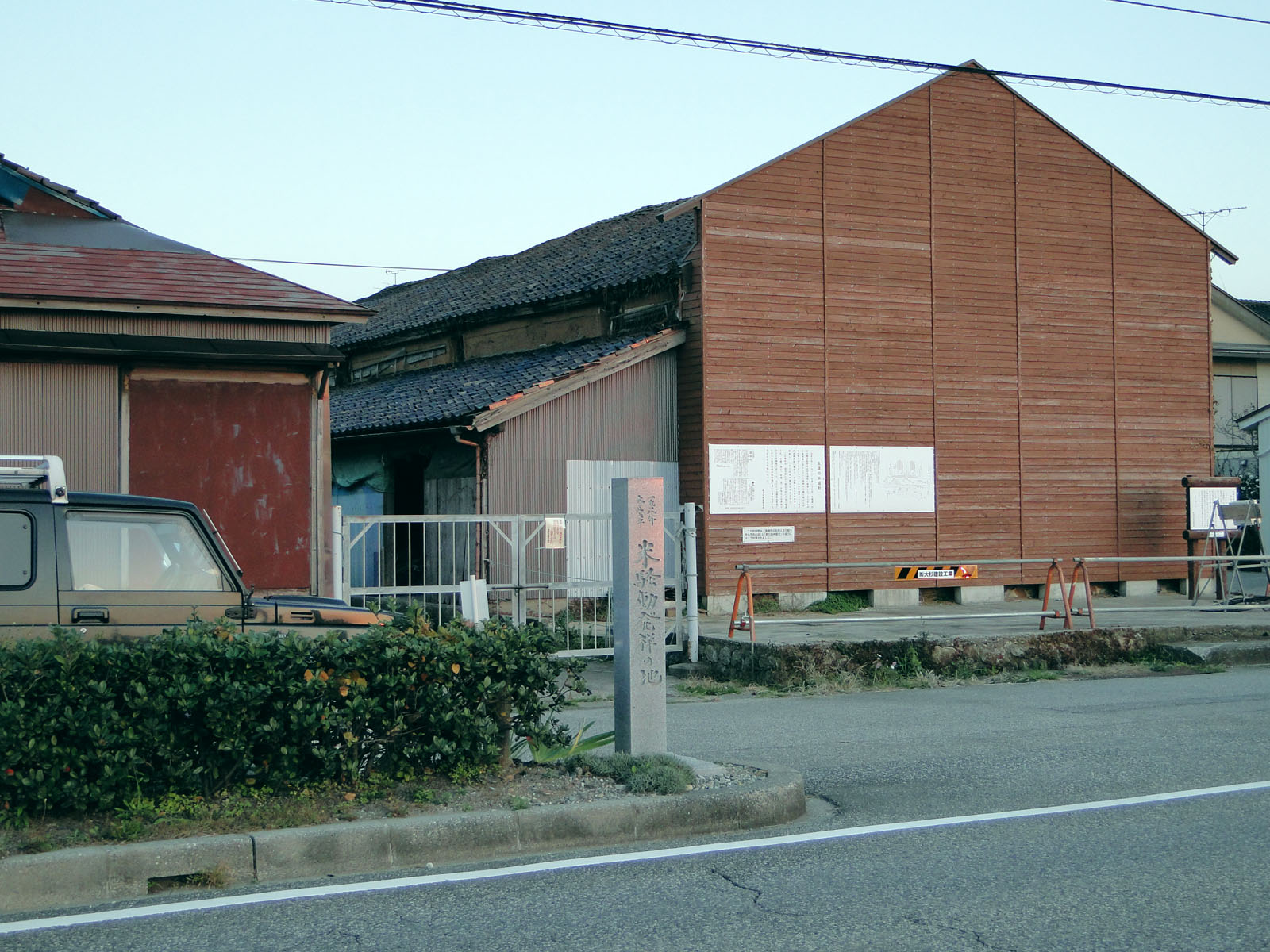
米騒動発祥の地の石碑と修復中の旧十二銀行倉庫

- 1913年9月1日 - 一府八県連合共進会の第2会場として下新川郡魚津町大町（現・魚津市新角川）に初代魚津水族館創設（現存する日本最古）。
- 1914年5月 - 魚津水族館が魚津町に払い下げられ、以来1918年 - 1930年に民間により運営していたのを除いて、ずっと町立の水族館として運営してきた。東京帝国大学の水産動物研究所も併置されており、多くの国内外の学者が訪れた。
- 1914年8月13日 - 嵐の際に停電となった初代魚津水族館で、世界で初めてマツカサウオの発光が発見される。
- 1918年7月23日 - ロシア革命に対する干渉出兵であるシベリア出兵へ日本が動く中、戦争特需を狙った売り惜しみで米価が暴騰。7月22日、疲弊していた魚津の主婦たちが魚津港から北海道への米の輸送の動きを察知し、更なる米価高騰を防ぐため、翌23日、米の船積みを中止し、住民に販売するよう嘆願した米騒動が大町で起る。騒動は連鎖的に全国へ広まり、最終的には軍により鎮圧されるが、寺内正毅内閣が退陣して原敬率いる立憲政友会内閣の誕生に至る。
- 1921年 - 魚津高等女学校開校（後に魚津高等学校と統合する）

### 昭和（市制施行以前）
- 1927年 - 魚津町役場が旧下新川郡議会議事堂の建物を県から借り受け、移転。市制施行以降も1967年まで市役所として使用してきた。現在、跡地には富山県魚津総合庁舎が建つ。
- 1930年 - 魚津港改修工事の際、魚津埋没林が発見される。
- 1935年 - 本新に日本カーバイド工業魚津工場設立。
- 1936年6月5日 - 富山電気鉄道の早月駅（現在の越中中村駅） - 電鉄魚津駅間が開業。同時に西魚津駅も開業。
- 1936年8月21日 - 富山電気鉄道の電鉄魚津駅 - 魚津駅（現在の新魚津駅）間が開業。
- 1936年10月1日 - 富山電気鉄道が西三日市駅（現在の電鉄黒部駅）まで延伸し、経田駅が開業。

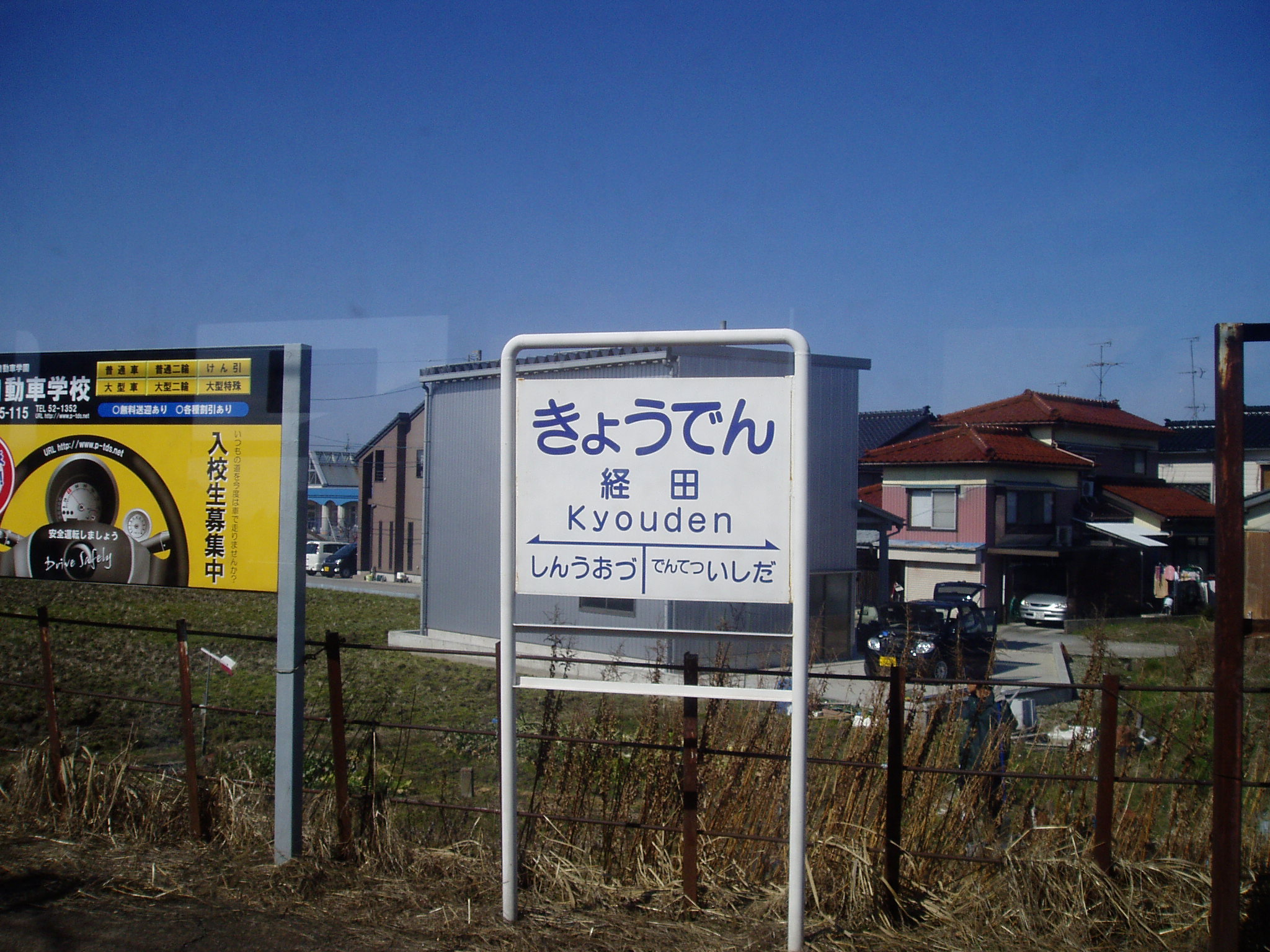
港の近くに存在する経田駅

- 1936年魚津埋没林が国の天然記念物に指定される。
- 1938年3月31日 - 魚津港（北地区）完成。
- 1939年12月25日 - 魚津町と西布施、片貝谷、松倉3か村を除く8か村との合併に関する申し合わせを行った。紀元二千六百年記念行事の一環として1940年4月1日の合併を予定していたが、道下村の農村地帯の反対により実現しなかった[14]。
- 1941年 - 魚津漁業協同組合が設立。
- 1943年（昭和18年）1月1日 - 会社合併により富山電気鉄道の駅は富山地方鉄道本線の駅となる。
- 1943年11月26日 - 22;10頃、橋場町の下駄屋より出火し、市街地西部で大火発生（原因は残り火の不始末）[15]。
- 1944年3月 - 魚津水族館が太平洋戦争の影響で閉館。

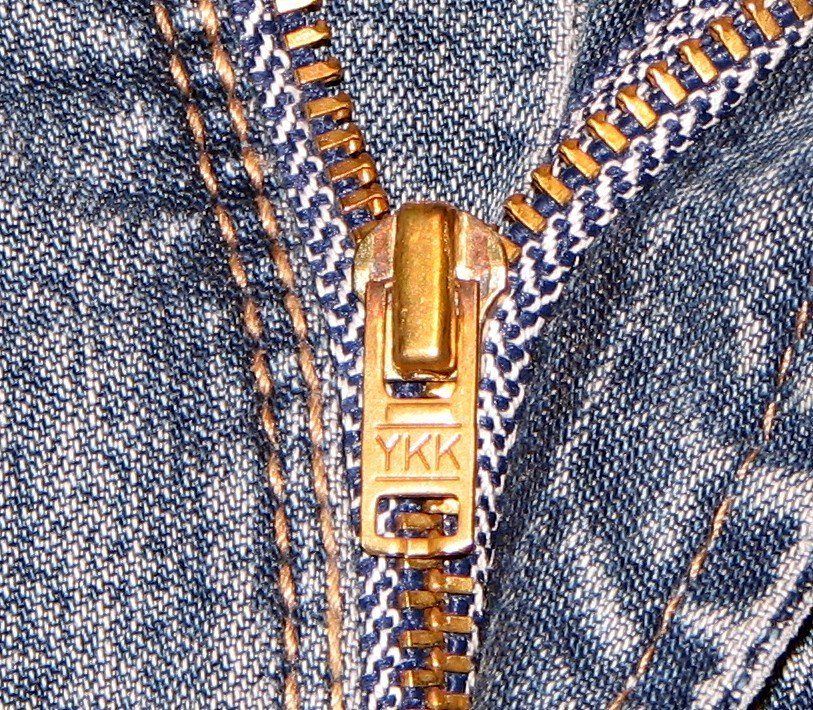
YKKのジーンズファスナー

- 1945年 - 東京大空襲で工場が焼失した吉田製作所は吉田忠雄社長の郷土である魚津へ引き揚げ、上村木で工場を再建。社名を吉田工業株式会社(現：YKK)と変更。
- 1947年4月19日 - 「魚津中学校」、「海望中学校」、「加積中学校」、「角川中学校」設立。
- 1947年11月1日 - 昭和天皇の戦後巡幸。魚津漁港を視察[16]。港で漁民に言葉をかけ、国鉄魚津駅では早場米の積み出し作業を視察した。
- 1948年10月1日　魚津町外10か村学校組合立として、海望中学校と加積中学校が統合し「魚津東部中学校」、魚津中学校と角川中学校が統合し「魚津西部中学校」が設立。
- 1950年
  - 5月 - 第1回観光祭りを開催（以降1963年まで毎年開催）[17]
  - 11月4日 -  - 大町小学校で火災[18]。
- 1951年4月 - 魚津港が地方港湾に指定される。

### 昭和（市制施行から）
- 1952年4月1日 - 下新川郡魚津町外11村が合併して、魚津市が発足する。
- 1952年5月 - 市議会議会及び市長選挙が執行。初代市長に金光邦三が当選する。
- 1952年7月 - 豪雨による大水害が発生。
- 1952年9月 - 上水道工事に着工。
- 1952年12月 - 魚津 - 富山間に電話ケーブル線が完成。青島に市営住宅10戸完成。
- 1953年9月 - 前年に続き、水害が発生。
- 1953年11月 - 片貝・天神地区に有線放送施設が完成する。
- 1953年12月 - 上水道が一部完成。
- 1954年4月 -  富山産業博覧会の魚津会場として、2代目の水族館（市立）が初代水族館跡近くに開館。当時は日本海側最大の水族館で、ホタルイカの標本を展示する『ほたるいか館』もあった。
- 1954年4月 - 魚津駅が2代目の現駅舎に改築。
- 1954年10月 - 白倉隧道が開通。優良合併都市として表彰される。
- 1955年 - 魚津埋没林が国の特別天然記念物に指定される。
- 1956年9月10日 - 午後7時45分頃、魚津市内で大火が発生（魚津大火）。市街地の北半分を焼失。
- 1957年 - 都市計画事業と商店街の防火建築帯工事が行われる。魚津中央線(現：22m道路)を道幅22mにする工事が始まる。
- 1957年3月 - 下水道工事が着工。
- 1957年4月 - 市章が決定。
- 1957年10月9日 - 日本カーバイド魚津工場で爆発事故。死者5人、重軽傷者27人[19]。
- 1958年5月 - 富山労災病院が開院する。
- 1958年8月16日 - 富山県立魚津高等学校が甲子園に出場。「しんきろう旋風」が巻き起こる中、ベスト8の好成績をおさめる。
- 1958年10月 - 富山国体開催(開会式が魚津市営テニスコートで行われる)。魚津会場ではラグビーとバレーボールが行われた。
- 1958年10月20日 -昭和天皇・香淳皇后が村木小学校屋上で災害復興状況を視察。
- 1959年 - 4月から財政再建団体の指定を受ける（1964年3月まで）。
- 1959年9月30日 - 魚津駅構内拡張工事完成。この際、付近にあった北鬼江踏切が撤去され、かわりに歩行者用の歩道橋が設置された（この歩道橋も1995年ごろに撤去）。
- 1961年 - 旧市立図書館完成。下水道が一部完成。市内の電話が自動化される。片貝川の治水事業として河川改修に着手。
- 1961年9月6日 - 市営吉田グラウンド完成（当時は画期的な300mトラックの8コースの競技場）。
- 1961年10月14日 - 魚津水族館に皇太子（現・上皇明仁）夫妻が来館。
- 1962年1月 - 魚津補助港(南地区)完成。
- 1962年4月 - 市内の国道8号(現在の県道135号線)が全線開通する。
- 1962年5月 - 旧魚津消防署庁舎完成。
- 1962年6月 - 魚津産業文化会館完成（現在は解体され、跡地に市立図書館が建設）。
- 1962年12月 - 本江小学校に市内初の学校プールが完成。
- 1963年1月 - 昭和38年豪雪。
- 1963年7月 - 魚津 - 宇奈月大規模林道別又僧ヶ岳線が着工。
- 1963年8月26日 - 陸上自衛隊中央音楽隊が、村木小学校で演奏後、中央通りをパレードする。
- 1963年10月 - 市町村建設計画による大谷〜坪野〜北山循環道路が完成。
- 1964年中 - 魚津市が広域都市建設を目指し滑川市、黒部市に合併を申し入れたが、その後進展は無かった[20]。
- 1964年3月 - 県農業試験場魚津果樹分場が完成。
- 1964年4月5日 - 神明交差点に市内で最初の信号機を設置[21][22]。
- 1965年4月 - 魚津市農業協同組合が発足する。
- 1965年5月 - 北陸本線複線電化高架工事が着工。このころから、魚津駅前の市街地化が始まり、後年に魚津駅から国道8号線(現：県道135号線)まで、幅30mの道路が完成する。
- 1966年3月 - 魚津公共職業安定所庁舎が完成。
- 1966年12月 - 旧魚津税務署庁舎が完成。
- 1967年3月 - 富山地方裁判所魚津支部庁舎が完成。魚津市農協会館が完成。
- 1967年6月 - 西部中学校にプラネタリウム完成。
- 1967年9月1日 - 富山地方鉄道本線高架線が開通し、電鉄魚津駅ビルが完成。ステーションデパートが営業を開始する。
- 1967年10月16日 - 現在の魚津市役所本庁舎が完成する。
- 1968年4月 - 魚津労働基準監督署庁舎が完成。大町幼稚園が開園する。
- 1968年9月 - 市内のJR北陸本線高架が完成する。市内にセスナ機が墜落する。
- 1969年10月 - 北陸本線複線電化工事完了。
- 1969年4月 - 魚津臨港線が完工[23]。
- 1970年8月 - 第一回魚津観光まつり（現在のじゃんとこい魚津まつり）が開催される。富山県魚津総合庁舎が完成。
- 1971年3月 - 魚津郵便局舎が完成。
- 1971年4月 - 富山地方検察庁魚津市部庁舎が完成。新川広域圏事務組合が設立。新川育成牧場が開牧。
- 1971年11月26日 - 魚津市の市内局番が2桁となる[24]。
- 1972年3月 - 魚津商工会議所会館が完成。
- 1972年 - 道下小学校の校舎中央部の大半を全焼。
- 1972年10月5日 - たてもんが富山県有形民俗文化財に指定。
- 1973年 - 魚津国際カントリークラブが開場。高岡日本大学高等学校魚津校舎（現在の荒井学園新川高等学校）が開校。
- 1973年4月 - 魚津労働者会館が完成。
- 1973年10月 - 歴史民俗資料館が開館。
- 1974年4月 - 魚津市交通センターが発足。
- 1974年8月 - 魚津市学校給食センターが完成。
- 1975年7月 - 魚津市総合体育館が完成。魚津市営野球場が完成。
- 1975年10月 - 市の花「カノコユリ」、市の花木「つつじ」、市の木「まつ」が制定される。
- 1977年9月 - 魚津駅前駐車場に電動パークロック設置。
- 1978年3月 - 法務局魚津支局庁舎が完成。保健所庁舎が完成。
- 1978年4月 - 富山職業訓練短期大学校（現、北陸職業能力開発大学校）開校
- 1978年9月 - 盲人用信号機を中央通りの神明交差点に設置。角川ダムが完成。
- 1979年3月 - 総合体育館に室内温水プール完成。
- 1980年4月 - 洗足学園魚津短期大学開校（2002年に閉校。現在建物は、新川学びの森天神山交流館として活用している）
- 1980年5月 - デイサービスセンターがオープン。
- 1980年9月 - 住民登録人口5万人突破。魚津駅西地区土地区画整理事業開始。
- 1980年10月 - 魚津水族館老朽化を理由に閉館（跡地には大町公民館とこばと児童センターが建っている）。
- 1981年4月10日 - 3代目(現在)の魚津水族館が現在地の三ヶ（魚津総合公園敷地内）に開館。日本で初めてトンネルのある水槽や波の出る水槽を取り入れた（現存）。
- 1981年4月 - 第1回しんきろうロードレース大会開催。
- 1982年4月 - 魚津ミラージュランドオープン。
- 1982年10月 - 魚津地域職業訓練センター完成。
- 1983年 - 魚津駅東口に「うまい水」を設置。
- 1983年8月 - ミラージュプール（流水プール）完成。
- 1983年12月13日 - 北陸自動車道魚津インターチェンジが供用開始。これにより米原・関西方面へのアクセスが容易となる。
- 1984年2月1日 - 魚津駅にコンテナホーム設置。
- 1986年11月1日 - 魚津駅での荷物の取扱を廃止。
- 1987年4月1日 - 国鉄分割民営化により、魚津駅は西日本旅客鉄道（JR西日本）・日本貨物鉄道（JR貨物）の駅となる。
- 1987年10月 - 桃山運動公園野球場が完成（記念試合はイースタン・リーグの西武対ヤクルト戦）。桃山野球場で第1回全日本大学女子野球選手権大会が行われる(毎年、桃山で行われる)。吉田記念郷土館が完成。
- 1988年3月 - 非核平和都市宣言。
- 1988年7月20日 - 北陸自動車道全線開通により、新潟方面各地と結ばれる。これにより関東や東北へのアクセスが容易となる。
- 1988年12月 - 国道8号線魚津バイパス一部開通（本江 - 相木間）。

### 平成
- 1989年3月 - 雷鳥16号大阪行きが魚津駅始発となる。
- 1990年1月 - 魚津を舞台としたNHK連続テレビ小説「凛凛と」の魚津ロケが開始。
- 1990年4月2日 - 9月29日 - 「凛凛と」が全国で放送される。
- 1990年8月 - 県道富山魚津バイパス開通。
- 1991年4月 - ミラージュランドに日本海側最大の観覧車が完成。
- 1991年9月27日 - 28日 - 台風19号により加積リンゴが3億4200万円の被害。
- 1991年10月 - 桃山運動公園陸上競技場が完成。魚津市公共下水道事業、浄化センターが一部で併用開始する。
- 1991年11月 - 新川広域農道（スーパ農道）室田＝湯上間が開通。
- 1991年12月 - 魚津駅東口カラー舗装が完成する。イルミラージュUOZUが点灯。
- 1991年 - 日本カーバイド工業引き込み線が廃線。
- 1992年4月 - 魚津埋没林博物館（ねっこランド）がリニューアルされる。
- 1993年6月 - 魚津都市計画道路北鬼江吉島線立体交差竣工。
- 1994年 - 国道8号線魚津バイパスが暫定2車線で全線開通。
- 1994年11月 - ミラージュホール（新川文化ホール）がオープン。
- 1995年1月 - 魚津駅西口ロータリーが完成する。魚津駅地下道が開通。北鬼江の跨線橋が撤去される。

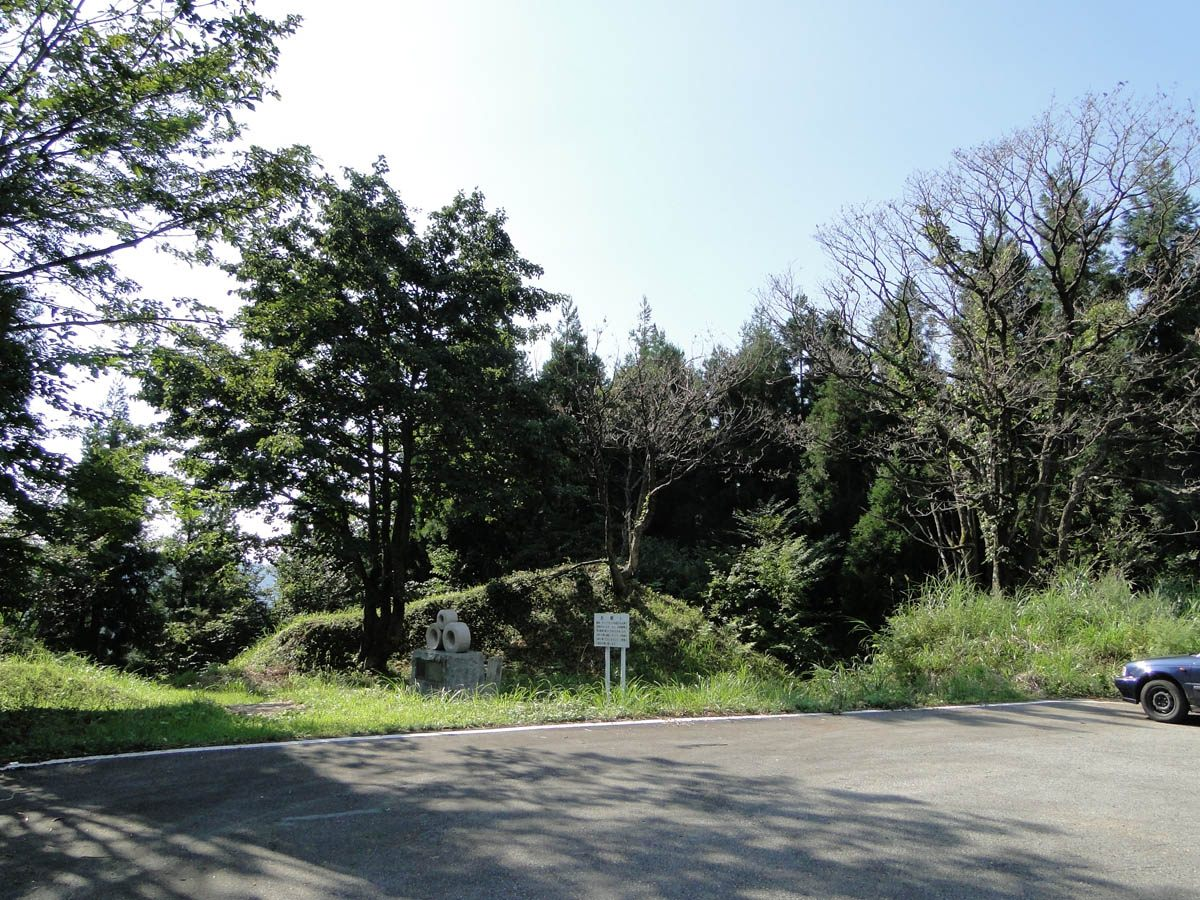
坂本一家の碑（別又谷山中）

- 1995年3月 - 地方拠点都市地域に移行。同年9月、坂本弁護士の妻の遺体が僧ヶ岳林道沿い別又の山中で発見される（坂本堤弁護士一家殺害事件を参照）。
- 1995年4月1日 - 富山地方鉄道の魚津駅を新魚津駅に改称。
- 1995年7月 - 建設省よりエコシティの指定を受ける。
- 1995年11月 - 天神山トンネルが開通。
- 1996年3月16日 - 魚津駅での貨物列車の発着がなくなり、自動車代行駅となる。
- 1996年9月＝10月 - 国民文化祭とやま'96富山国際演劇祭・国際こども演劇祭開催。
- 1997年3月22日 - 魚津駅に越後湯沢行きの特急「はくたか」が初停車。北陸から陸路で東京まで2時間台で行ける唯一の駅となる。
- 1997年12月15日 - 「たてもん」が国の重要無形民俗文化財に指定。
- 1998年2月 - 東部中学校武道場（東風館）竣工。
- 1998年7月3日 - ありそドーム（魚津テクノスポーツドーム）完成。
- 1998年11月 - 1998バレーボール世界選手権男子魚津大会開催。
- 1998年12月 - 魚津駅東口アーケード完成。
- 1999年9月 - 魚津合同庁舎が完成。
- 1999年11月 - NICE TV（ケーブルテレビ局）開局。
- 2000年1月 - 西部中学校武道場（翔嶺館）竣工。
- 2001年 - たてもん祭りがホノルルフェスティバル2001に参加。
- 2002年 - 市制50周年記念行事。たてもん祭りがホノルルフェスティバル2002に参加。
- 2003年 - 国道8号線魚津滑川バイパスが魚津市慶野 - 滑川市大掛間（3.4km）暫定2車線で供用開始。これにより魚津以西が全線開通。たてもん祭りがホノルルフェスティバル2003に参加。
- 2004年2月16日 - 海の駅蜃気楼（みなとオアシス）がオープン。同時に鮮魚管理施設・水産物卸売市場である魚津おさかなランドがオープン。
- 2005年3月 - 市民会館跡地に、市立図書館がリニューアルオープン。
- 2005年12月 - 2006年1月 - 平成18年豪雪。
- 2006年4月1日 - JR貨物魚津駅が魚津オフレールステーションの名称を使用開始。
- 2007年4月24日 - 魚津港周辺が、みなとオアシスに指定される。
- 2007年11月1日 - 海の駅蜃気楼の営業開始後初となる第一回朝市が開催。
- 2008年11月16日 - 魚津駅開業100周年記念行事を東口ターミナルにて開催。
- 2010年4月6日 - 魚津商工会議所ビル（インテリジェントビル）が竣工。
- 2010年10月22日 - クマの被害や目撃情報が多発したため、「クマ出没非常事態警報」を発令する。
- 2012年 - 市制60周年を迎えるにあたり、記念事業として「全国山城サミット」を行う。魚津駅、新魚津駅、電鉄魚津駅と周辺の整備を開始する。
- 2013年6月3日 - 電鉄魚津駅の現駅舎が完成。
- 2015年3月14日 - 北陸新幹線長野-金沢間が開通。同時にJR北陸本線の市内区間は「あいの風とやま鉄道」となる。
- 2016年4月6日 - 魚津市立吉島小学校・魚津市立片貝小学校・魚津市立西布施小学校の3校が統合し魚津市立清流小学校発足。
- 2017年5月28日 - 第68回全国植樹祭「とやま2017 かがやいて 水・空・緑のハーモニー」が開催される（県内では48年ぶりの開催となる）。
- 2018年4月5日 - 魚津市立大町小学校・魚津市立村木小学校、魚津市立本江小学校、魚津市立上野方小学校の4校を統合し、魚津市立よつば小学校が発足。
- 2019年4月1日 - 魚津市立住吉小学校・魚津市立上中島小学校、魚津市立松倉小学校の3校を統合し、魚津市立星の杜小学校が発足。

### 令和
- 2020年2月 - 富山県内の自治体のトップを切ってゼロカーボンシティ宣言を行う[25]。
- 2021年3月31日 - 魚津市総合体育館が廃止[26]。
- 2021年7月9日 - 市内店舗でのキャッシュレス決済として「MiraPay」を導入。[27][28]
- 2021年10月1日 - 市の人口が4万人を切った[29]。
- 2024年12月17日 - 建設中の魚津市室内温水プールの愛称が「とびUO（うお）！プール」に決まった。[30]

### 構想・計画・予定
- 2030年 - 魚津市役所の3代目庁舎が竣工予定[31]。
- 2035年 - 魚津城や松倉城などが、築城700年を迎える。

## 行政区域の変遷
- 1889年4月1日 - 町村制の施行により、下新川郡魚津町、道下村、片貝谷村、加積村、経田村、天神村、上中島村、下中島村、西布施村、上野方村、下野方村及び松倉村が発足する。
- 1952年4月1日 - 下新川郡魚津町、道下村、片貝谷村、加積村、経田村、天神村、上中島村、下中島村、西布施村、上野方村、下野方村及び松倉村が合併して、魚津市が発足する。現在に至る[注 3]。

| 明治22年以前 | 明治22年4月1日 - 昭和27年3月31日 | 昭和27年4月1日 - 現在 | 昭和27年4月1日 - 現在 |
| ------------ | -------------------------------- | --------------------- | --------------------- |
|              | 魚津町                           | 魚津市                |                       |
|              | 上中島村                         | 魚津市                |                       |
|              | 下中島村                         | 魚津市                |                       |
|              | 松倉村                           | 魚津市                |                       |
|              | 上野方村                         | 魚津市                |                       |
|              | 下野方村                         | 魚津市                |                       |
|              | 片貝谷村                         | 魚津市                |                       |
|              | 加積村                           | 魚津市                |                       |
|              | 道下村                           | 魚津市                |                       |
|              | 経田村                           | 魚津市                |                       |
|              | 天神村                           | 魚津市                |                       |
|              | 西布施村                         | 魚津市                |                       |

## 地域

### 広域地名
呉東（ごとう）
富山県東部は、「呉東」とも呼ばれ、富山県中央に位置する「呉羽山」(くれはやま)よりも東の地域を指す。ちなみに県西部は「呉西」(ごせい)である。魚津市は呉東のほぼ中央に位置する。
新川（にいかわ）
魚津市をはじめとして、富山県東部のほとんどは「新川」と呼ばれる地域である。特に、旧下新川郡であった魚津以東を総称して新川地区、新川広域圏という。
加積（かづみ）
魚津市の中部〜南部や滑川市一体を、昔は「加積」(かづみ)又は加積郷と呼ばれた。そのため、現在でも市域を跨いで地名が残る。なお、布施川付近は「布施保」と呼ばれていた。

### 地区
市内で使用される地区名は、旧町村で区分される場合と小学校区で区分される場合がある。以下の太字は旧町村による区分。

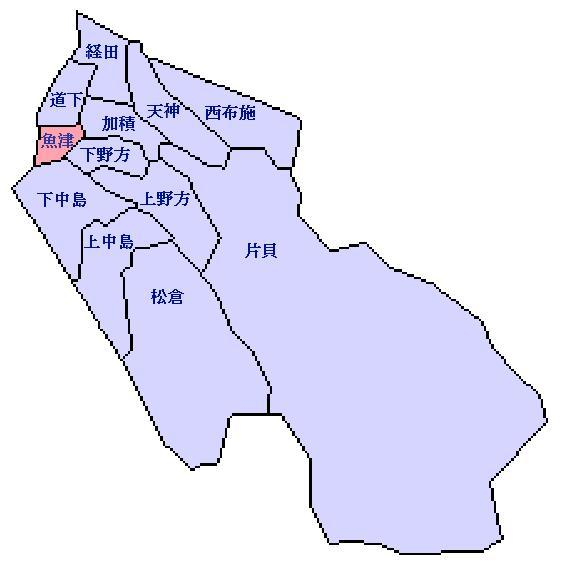
地区分布　殆どが昭和の大合併以前の町村と一致する。「魚津」の場所は大町地区となる。

#### 東部
東部とは魚津市立東部中学校通学域を指す。
道下地区
旧道下村を基盤とする地区で、北陸街道よりも海側にあったため、「道下」という地名になった。市街地側には魚津市役所のある魚津駅東口の釈迦堂や西口の北鬼江、本新町がある。
経田地区
旧経田村を基盤とする地区。江戸時代頃までは片貝川の流れが現在とは異なり、片貝川と布施川に挟まれた地域であったため、魚津と黒部の交通の要衝、また港町として発展した。
加積地区
旧加積村を基盤とする地区で、加積りんごなどの名産品がある。小学校区では天神地区と合わせ吉島地区となる。
天神地区
旧天神村を基盤とする地区で、天神山城跡などがある。小学校区では加積地区と合わせ吉島地区となる。
西布施地区
布施地区を魚津市と黒部市で分割した南西側の地域。旧西布施村を基盤とする地区。
片貝地区
片貝川沿いの山間部を毛勝山周辺まで続く地域。旧片貝谷村を基盤とする地区。

#### 西部
西部とは魚津市立西部中学校通学域を指す。
大町地区
ほぼ旧魚津町に相当する地域。旧市街地に相当する。魚津城の城下町であり、港町でもある。
村木地区
大町（旧魚津町）と道下より分割された地域。旧市街地に相当する。
下野方地区
野方地区の海側を指し、旧魚津町の延長としての趣が強い旧下野方村を基盤とする地区。小学校区としてはよつば地区と重なる。
上野方地区
野方地区の山側を指す。旧上野方村を基盤とする地区。
下中島地区
中島地区の海側を指し、旧下中島村を基盤とする地区。西魚津駅、ミラージュランド、魚津水族館などがある。小学校区としては住吉地区と呼ばれる。
上中島地区
中島地区の山側を指し、旧上中島村を基盤とする地区。
松倉地区
旧松倉村の大半を基盤とする地区で、松倉城址など城跡が多い。また、松倉金山がある。
坪野地区
旧松倉村の北東部を基盤とする地区で、北山鉱泉、坪野鉱泉跡などがある山間部。

### 行政区
下記は谷間の区分ごとに表示している。住所とは異なる部分がある。
下中島
- 住吉1区
- 住吉2区
- 住吉3区
- 住吉4区
- 住吉5区
- 住吉6区
- 町三ヶ区
- 三ヶ1区
- 三ヶ2区
- 三ヶ3区
- 川縁1区
- 川縁2区
- 慶野区
- 宮津1区
- 宮津2区
- 川縁3区

上中島
- 吉野区
- 浅生区
- 上野区
- 有山区
- 川原区
- 舛方区
- 下椿区
- 舛田区
- 岩高区
- 湯上区
- 出区
- 弥源寺区

大町
- 真成寺区
- 川原町区
- 東小路区
- 寺町区
- 餌指区
- 下新1区
- 下新2区
- 下新3区
- 元町区
- 荒町区
- 馬出区
- 明理区
- 大町区
- 新道区
- 岡町区
- 新町1区
- 新町2区
- 臼屋区
- 新宿1区（田方町区）
- 新宿2区（田方町区）
- 新宿3区（田方町区）
- 文化町1区
- 文化町2区
- 角川区
- 橋場区
- 紺屋区
- 八幡区
- 八代区
- 上町1区
- 上町2区
- 南町1区
- 南町2区
- 南町3区
- 三ヶ町区
- 住吉町区

村木
- 金屋1区
- 金屋2区
- 金浦区
- 鴨川区
- 神明1区
- 神明2区
- 火の宮区
- 諏訪町1区
- 諏訪町2区
- 諏訪町3区
- 諏訪町4区
- 諏訪町5区
- 港区
- 駅前新町区
- 村木9区
- 村木10区
- 村木11区
- 村木12区
- 村木13区
- 村木14区
- 村木15区
- 村木16区
- 村木17区

下野方
- 新金屋1区
- 新金屋2区
- 新金屋3区
- 東栄町区
- 並木町区
- チューリップ苑区
- 三田1区
- 三田2区
- 三田3区
- 石垣新区
- 印田区
- 本江元町区
- 本江1区東
- 本江2区西
- 本江2区
- 友道1区
- 友道2区
- 友道3区
- 友道4区
- 友道5区
- 友栄町区
- 友道本町区
- 友道幸町区
- 大光寺1区
- 大光寺2区
- 大光寺3区
- 大光寺4区
- 本江新町1区
- 本江新町2区
- 本江新町3区
- 本江新町4区
- 小坂区
- 老人ホーム1区
- 老人ホーム2区
- 魚津ハウス区

上野方
- 大海寺野1区
- 大海寺野2区
- 大海寺野3区
- 大海寺新4区
- 大海寺新5区
- 石垣区
- 石垣平区
- 大杉台区
- 大海寺野住宅区
- 雄峰団地区

松倉
- 鹿熊区
- 大熊区
- 鉢区
- 虎谷区
- 小菅沼区
- 池谷区
- 北山区
- 坪野区
- 稗畠区
- 室田区
- 観音堂区
- 金山谷区
- とみ里区

道下
- 岡仏田区
- 仏田区
- 仏又区（仏田又町区）
- 青島1区
- 青島2区
- 青島3区
- 友栄住宅区
- 青島社宅区
- 青島新町区
- 北中区
- 北中新区
- 下道区
- 小川田住宅区
- 荒磯区
- 高畠区
- 北鬼江1区
- 北鬼江2区
- 北鬼江3区
- 釈迦堂区
- 本新区
- 磯路区
- 道下住宅区
- 岡仏田2区

加積
- 横枕区
- 袋区
- 六郎丸3区
- 六郎丸4区
- 六郎丸5区
- 吉島6区
- 吉島7区
- 吉島8区東
- 相木1区
- 相木2区
- 上村木10区
- 上村木11区
- 上村木12区
- 上村木13区
- 吉島新町区
- 宮の下区
- 魚津高校前区
- 労災病院区
- 晴海ヶ丘区
- 六郎丸住宅区
- 松下区
- 吉島8区西
- 相木3区
- 相木新区

片貝
- 道坂区
- 貝田新区
- 島尻1区
- 島尻2区
- 島尻3区
- 東城1区
- 東城2区
- 黒谷1区
- 山女1区
- 東蔵区
- 平沢2区
- 大菅沼区

経田
- 立石区
- 江口区
- 新江口区
- 西尾崎区
- 平伝寺1区
- 平伝寺2区
- 持光寺区
- 地方1区
- 地方2区
- 地方元町区
- 旭町区
- 港町区
- 向町区
- 入船区
- 表向区
- 栄町区
- 天王住宅区
- 寿町区

天神
- 東山区
- 青柳区
- 天神野新区
- 東尾崎区
- 木下新区
- 川の瀬1区
- 川の瀬2区
- 川の瀬3区

西布施
- 蛇田1区
- 蛇田2区
- 小川寺1区
- 小川寺2区
- 長引野1区
- 長引野2区
- 布施爪区
- 黒沢区
- 大沢区
- 日尾区
- 御影区

## 歴史上の地名
信濃の浜
748年1月29日に、当時、 越中守 だった大伴家持が「越の海 信濃の浜を 行き暮らし 長き春日も 忘れて思へや」という短歌を詠んでいる。魚津市では有名な旧地名とされており、歌碑が現在、市内のしんきろうロード沿いに位置している。
ほかにも放生津（射水市）説などがあるが、魚津説は国府（現在の高岡市伏木付近）から離れている上、同日に奈呉の海（射水市）などの短歌が詠まれていることから、現在は大半の学者が放生津説に従っている。

## 人口
| |                                        |  |
| 魚津市と全国の年齢別人口分布（2005年） | 魚津市の年齢・男女別人口分布（2005年） |  |
| ■紫色 ― 魚津市 ■緑色 ― 日本全国 | ■青色 ― 男性 ■赤色 ― 女性              |  |
| 魚津市（に相当する地域）の人口の推移 \| 1970年（昭和45年） \| 47,124人 \| \| \| 1975年（昭和50年） \| 48,419人 \| \| \| 1980年（昭和55年） \| 49,512人 \| \| \| 1985年（昭和60年） \| 49,825人 \| \| \| 1990年（平成2年） \| 49,514人 \| \| \| 1995年（平成7年） \| 48,316人 \| \| \| 2000年（平成12年） \| 47,136人 \| \| \| 2005年（平成17年） \| 46,331人 \| \| \| 2010年（平成22年） \| 44,959人 \| \| \| 2015年（平成27年） \| 42,935人 \| \| \| 2020年（令和2年） \| 40,535人 \| \| |                                        |  |
| 総務省統計局 国勢調査より |                                        |  |
| 1970年（昭和45年） | 47,124人                               |  |
| 1975年（昭和50年） | 48,419人                               |  |
| 1980年（昭和55年） | 49,512人                               |  |
| 1985年（昭和60年） | 49,825人                               |  |
| 1990年（平成2年） | 49,514人                               |  |
| 1995年（平成7年） | 48,316人                               |  |
| 2000年（平成12年） | 47,136人                               |  |
| 2005年（平成17年） | 46,331人                               |  |
| 2010年（平成22年） | 44,959人                               |  |
| 2015年（平成27年） | 42,935人                               |  |
| 2020年（令和2年） | 40,535人                               |  |

## 行政

### 市長
- 金光邦三（1952年5月10日[33][34] - 1956年5月9日[35]：第1期）
- 寺田太吉（1956年5月10日[35] - 1964年5月9日：第2、3期）
- 高野宗雄（1964年5月10日[36] - 1972年5月9日：第4、5期）
- 清河七良（1972年5月10日 - 1992年5月9日：第6 - 10期）[37]
- 石川精二（1992年5月11日[38] - 2004年5月9日：第11 - 13期）
- 澤崎義敬（2004年5月10日[39] - 2016年5月9日：第14 - 16期）
- 村椿晃（2016年5月10日 - ：第17期 - ）[40]

### 所轄警察署
- 魚津警察署
  - 魚津駅前交番
  - 中央交番
  - 桃山公園前交番
  - 経田駐在所

### 所轄消防署
- 富山県東部消防組合消防本部
  - 魚津消防署

### 国の機関
- 魚津合同庁舎
  - 魚津税務署
  - 魚津公共職業安定所（ハローワーク魚津）
  - 魚津労働基準監督署
  - 北陸農政局富山農政事務所 富山統計・情報センター魚津庁舎
- 魚津区検察庁、富山地方検察庁魚津支部（同一建物内）
- 富山地方法務局魚津支部
- 北陸農政局富山農政事務所魚津庁舎
- 国土交通省北陸地方整備局富山河川国道工事事務所魚津国道出張所

### 県の機関
- 富山県魚津総合庁舎
  - 総合県税事務所魚津相談室
  - 新川土木センター
  - 新川農林振興センター
  - 魚津出納室
  - 魚津地方県民相談室
- 新川厚生センター魚津支所
- 富山県角川ダム管理事務所
- 富山県農業技術センター果樹試験場

### 市の機関

#### 役所
- 魚津市役所本庁舎
- 市役所第一分庁舎
- 市役所第二分庁舎

### その他の機関
- 日本年金機構魚津年金事務所
- 日本司法支援センター（法テラス）魚津法律事務所

### 選挙
衆議院議員選挙
- 北陸信越ブロック
  - 富山県第2区

県議会議員選挙
- 魚津市選挙区

## 司法
- 魚津簡易裁判所、富山地方裁判所魚津支部、富山家庭裁判所魚津支部、魚津検察審査会（同一建物内）

## 郵便局
- 魚津郵便局
- 魚津金屋郵便局
- 魚津上村木郵便局
- 魚津住吉郵便局
- 魚津アップルヒル郵便局（2018年7月2日開局）[41][42]
- 経田郵便局
- 西布施郵便局
- 片貝郵便局
- 松倉簡易郵便局
- 道下簡易郵便局
- 加積簡易郵便局

廃止された郵便局
- 魚津双葉郵便局（2018年6月23日に魚津金屋郵便局に統合される形で廃止）[43]

## 経済

### 第一次産業

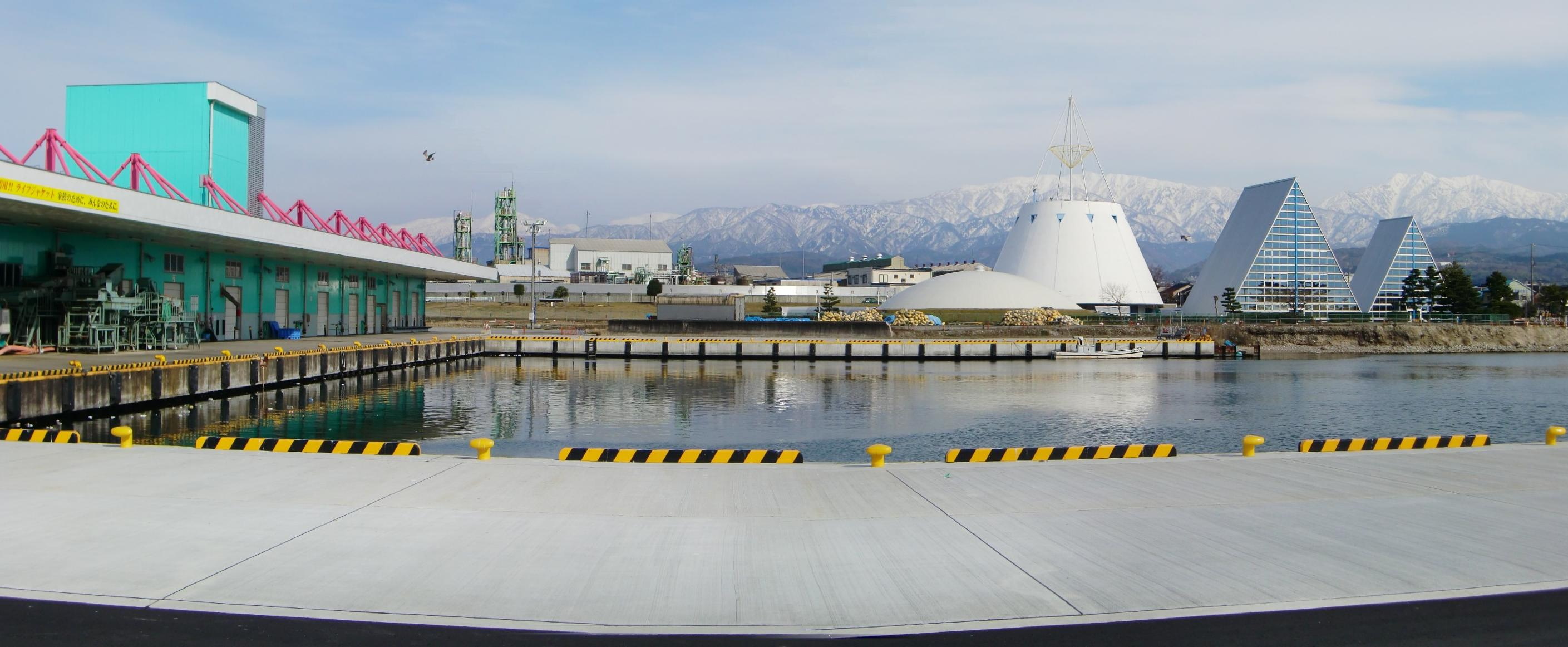
魚津港(北地区)と魚津埋没林博物館

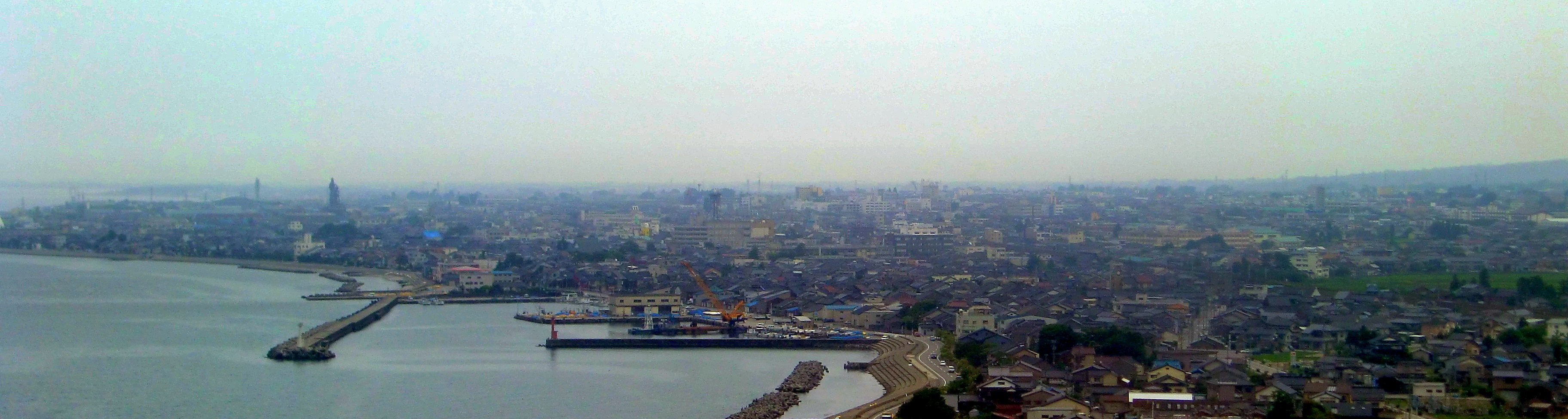
魚津補助港(南地区)とシーフロント

農業
- りんご（加積りんご）
- 梨（友道梨）
- ぶどう（西布施ぶどう）

漁業
- しんきろう漁協
  - 魚津港（地方港湾）
  - 経田漁港（第2種漁港）

林業
- 新川林業センター

### 企業
- タワーパートナーズ セミコンダクター（半導体大規模集積回路、個別半導体デバイス製造）
- アットフィールズテクノロジー株式会社
- 日本カーバイド工業魚津工場
- 石川製麺
- オーアイ工業
- ビニフレーム工業
- シキノハイテック
- 魚津酒造
- アイザック
- セイキ
- 北陸精機
- ダイヤモンドエンジニアリング
- MOLDINO魚津工場（旧・魚津製作所）
- 桑山富山工場

### 商工会議所
- 魚津商工会議所

### 農業協同組合
- 魚津市農業協同組合（JAうおづ）

### 漁業協同組合
- 魚津漁業協同組合（1995年11月に魚津・道下・経田の3漁協が合併して発足。通称「しんきろう漁協」）

### 工業団地
- 魚津機械工業団地
- 西部企業団地

### 商店街

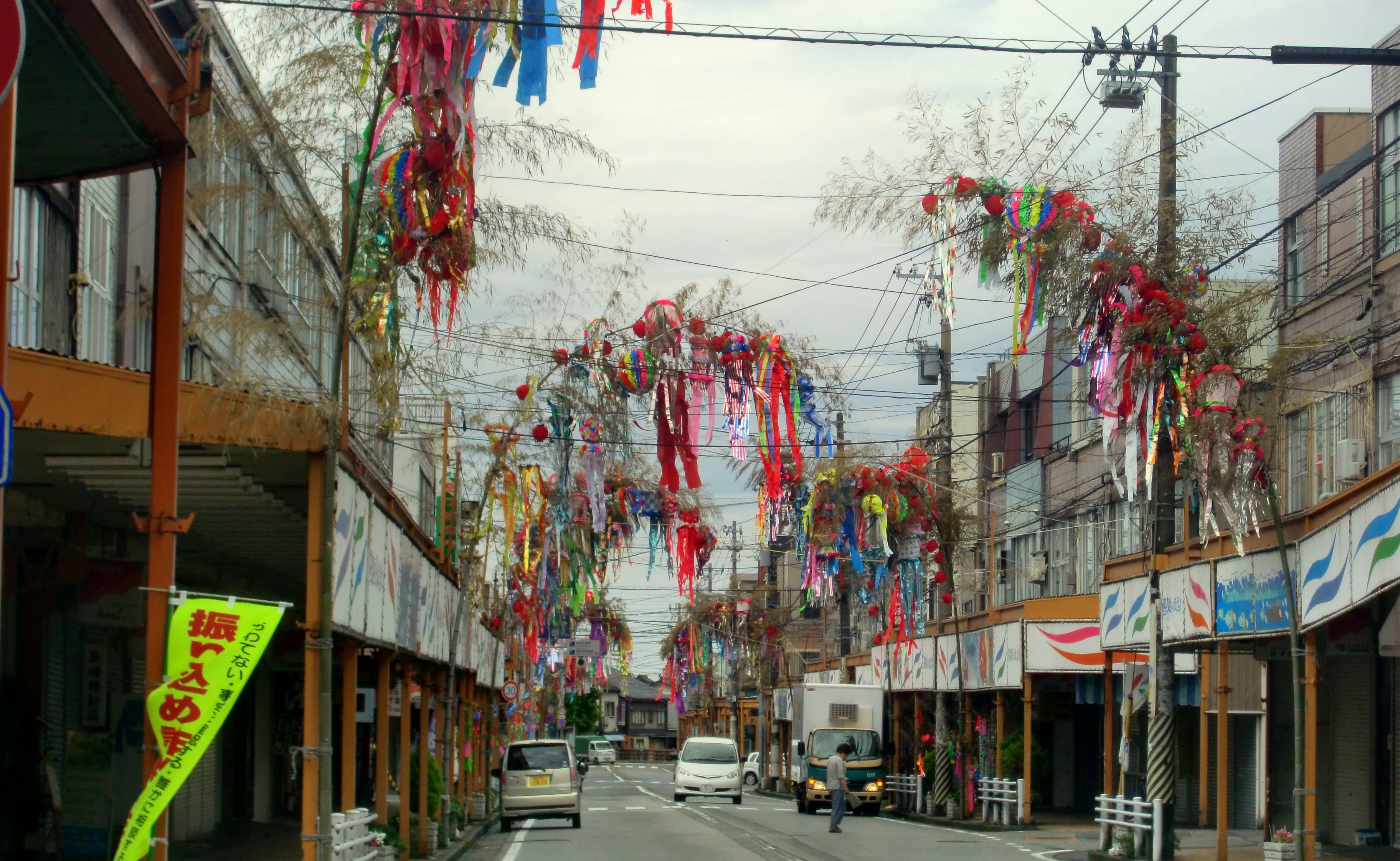
防火建築が並ぶ中央通り商店街（旧市街地）

かつて栄えた商店街もシャッター通りと化し賑やかさはない。各種郊外型商業施設の開店と後継ぎがいないことなどが原因である。そのため、チャレンジショップ事業を行っている。
中央通り商店街
魚津市中心部にある市内最大の商店街。正式名称『商店街振興組合・魚津中央通り名店街』。商店数は84店。1956年の魚津大火までは、道幅が非常に狭く、道路の真ん中で両側の店から買い物ができるくらいであった。大火で全店舗を焼失するが、1959年に防火建築帯の商店街に生まれ変わった。後に幅員15mの道路両側に幅3mのアーケード歩道が設置され、直線型で総延長560mの長い商店街となった。大火前は神明町・金屋町であった。
魚津神社の隣には、空き店舗対策のために開設されたイベントホールがある。
銀座商店街
真成寺町にある商店街。かつては魚津銀座としてにぎわっていたが、この商店街も魚津大火により焼失。その後は前述の中央通り商店街と同様の防火建築帯の商店街に生まれ変わった。現在はかつての賑やかさはなくなっている。
新宿商店街
電鉄魚津駅から新宿交差点まで、店舗が連なっている。かつては隣接する伏見稲荷魚津大社をモチーフにした商店街のアーチが設置されていた。この商店街も、かつては道幅が狭かったが、昭和30年代後半に道幅が拡張されている。この商店街は電鉄魚津駅とともに発展していたが、ステーションデパート閉店後は、同様に閉店する店舗が相次いだ。
文化町商店街
新宿商店街と中央通り商店街を結ぶ商店街。道幅が非常に狭く、自動車は簡単に通行できない。

### 飲食店街
柿の木割り（柿ノ木割）
魚津駅東側にある飲食店街。飲食店やスナックバーが集中する。案内モニュメントが魚津駅東口のロータリーに設置されている。
なお、昭和50年代後半には、全国の主要都市の人口に対する飲食店数が、魚津市は神奈川県横浜市に次いで全国2番目であったという。

### 商業施設

#### 大型商業施設等

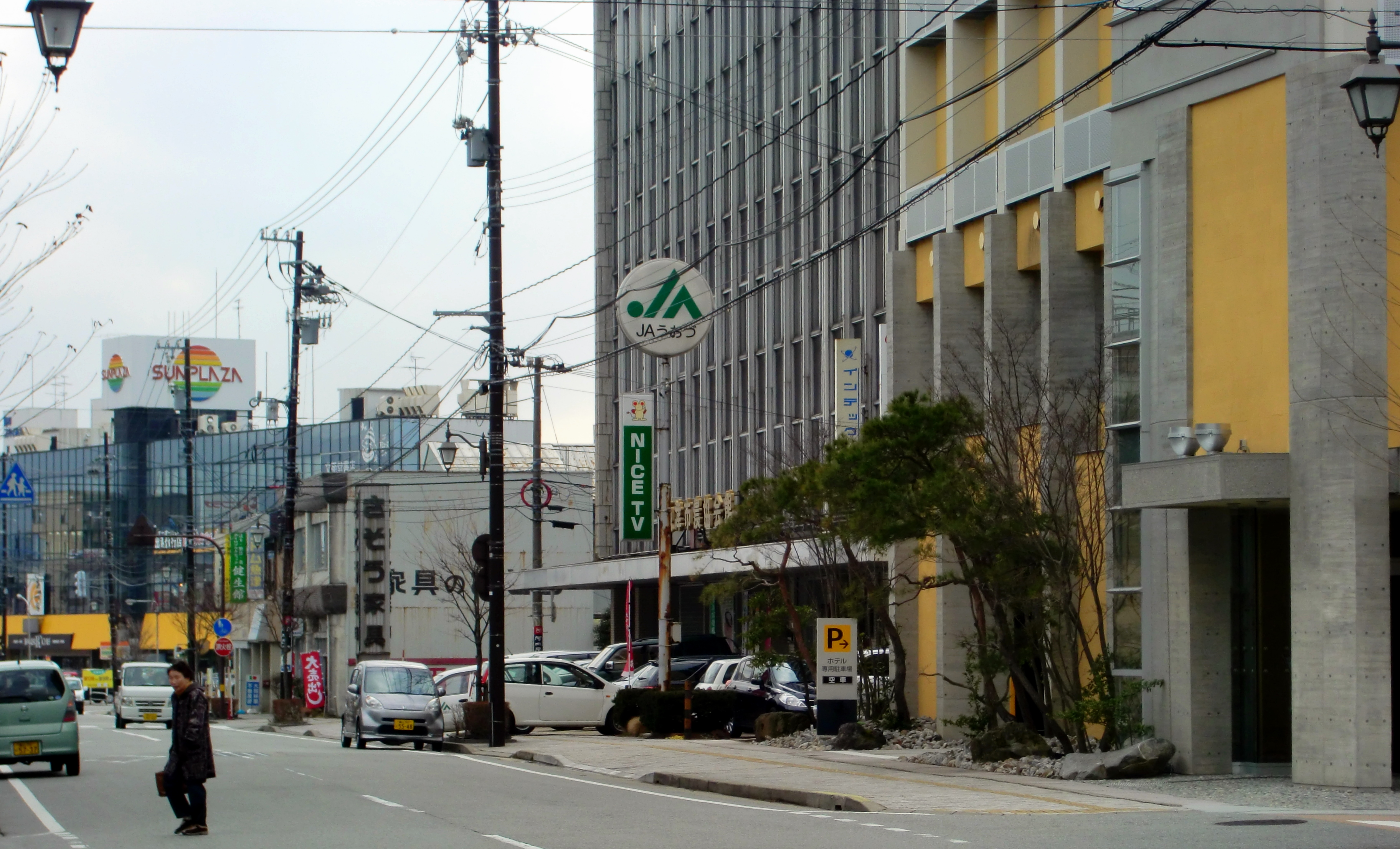
駅南の周辺施設（駅前新町）

- MEGAドン・キホーテUNY魚津店（ダイソー、ミスタードーナツ、ケンタッキーフライドチキン、スーパーUSAなども出店）
- 魚津ショッピングスクエア サンプラザ（1975年5月23日にオープン。魚津興産（澤田グループ）の運営。大阪屋ショップサンプラザ店、ほっかほっか亭、ダイソーなどが入居）
- アップルヒル（1995年10月6日にオープン[48]。バロー、V・drug、中田図書販売（BooksNakada、office Vox）、魚津アップルヒル郵便局などが入居）
- ヤマダデンキ テックランド魚津店（2002年5月3日オープン）[49]
- ケーズデンキ魚津店（富山県内1号店）[50]
- ジョーシン魚津店（初代店舗は魚津スカイホテル（現・スカイホテル魚津アネックス）内にて『サンキョー魚津店』[51]として営業していた〔後にジョーシンに店舗名変更〕。その後住吉に移転するも2013年に閉店、2015年5月29日に江口にて再出店した[52]）
- DCM魚津店
- コメリパワー魚津店

以下は、かつて存在した大型商業施設
- 電鉄魚津ステーションデパート
- ユニー魚津店（跡地は現在、大阪屋ショップ魚津釈迦堂店となっている）
- アピタ魚津店（現・MEGAドン・キホーテUNY魚津店）

### 金融機関
北陸銀行
- 魚津支店
- 魚津駅前支店（ほくぎんローンプラザを併設）

以前は経田出張所（後にATMのみが2019年5月20日まで営業を継続）や神明支店（大火後に魚津支店と統合）、魚津大町支店もあった。
富山第一銀行
- 魚津支店[注 4]
  - 魚津駅前支店（魚津支店内に併設）

富山銀行
- 魚津支店

にいかわ信用金庫
- 本店
- 魚津駅前支店

以前は新金屋支店・北部支店も所在していた。
富山県信用組合
- 魚津支店

北陸労働金庫
- 魚津支店

北國銀行
- 魚津支店

上記以外にも、かつては石川銀行や岐阜相互銀行の支店も所在していた。

### かつて存在した劇場、映画館
いずれも1989年までに閉館しており、2024年現在、魚津市内に常設の映画館は存在しない。
- 魚津オリオン座 - 東宝系の映画館（1887年に完成した歌舞伎芝居の劇場『蛭子屋』が前身。1945年にオリオン座に改称後、1972年に閉館。跡地は1975年11月10日に魚津セントラル駐車場協同組合が運営する駐車場「セントラル・パーキング」（46台分）が建設され、1986年9月30日まで使用。その後、新川信用金庫（現・にいかわ信用金庫）にその土地および権利一切を売却し、1989年1月、その本店が建設された）[54][55][56]。
- 魚津大劇 - 映画館（1919年に常設映画館『帝国館』として真成寺町にて開館。後に大劇と改称したが、魚津大火で全焼。後に中小企業金融公庫から1000万円の融資を受けて再建したが、1962年に営業不振を理由に閉館。その後パチンコ店『五光ホール』→1970年に衣料スーパー『中野屋』を経て、現在は駐車場）[54]
- 魚津劇場 - 映画館（1931年6月22日（1937年の説もある）現在の電鉄魚津駅近くにて開館。当初は劇場として開館したが、途中で映画併用館に業態変更。客席は400席。1950年に新装。1964年5月31日に鉄筋コンクリート3階建て（劇場は2階に入居、1階は1984年時点で『グリーンマートセブン駅前店』が入居）に新築するも、1989年1月21日閉館（魚津市および新川地区では最後の映画館であった[57]）。その後1988年時点で1階に入居していた『衣料ストアーいずみ』が使用し、後に建物を解体。跡地は2000年8月4日に電鉄魚津駅前公園『DENデンパーク』が竣工した）[54][58][59][60]
- 魚津第一 - 映画館（1955年、神明横丁に開館したが翌年9月の魚津大火で焼失）[54]
- 魚津中央劇場 - 映画館（通称、魚津中劇。1958年8月に中央通りにて開館するも、1970年代前半に閉館。現在のいでや薬局のある場所に立地）[54]
- 魚津文化劇場 - 劇場・映画館（時期不明～1960年代）

### かつて存在したボウリング場
- 魚津スターレーン（ボウリング場）[61]
- ジャンボボウル（ボウリング場、現在の大阪屋ショップ魚津釈迦堂店敷地に立地）

### 産業人口（2010年国勢調査）
- 第一次産業就業人口 921人
- 第二次産業就業人口 8,732人
- 第三次産業就業人口 12,661人

## 電話番号
市外局番
0765（黒部市、入善町、朝日町でも使用）
市内局番
22,25（おもに平野部西部で使用。1971年11月25日までは、全て『2』であった。『25』は2000年ごろより使用開始）
23,24（おもに平野部東部で使用。1971年11月25日までは、全て『2』であった。『23』は1980年代後半ごろより使用開始）
31（西布施、天神地区などで使用。1971年11月25日までは、全て『3』であった）
32（片貝地区などで使用。1971年11月25日までは、全て『3』であった）
33（松倉地区などで使用。1971年11月25日までは、全て『3』であった）

## 郵便番号
937-XXXX（全市内）

## 姉妹都市(友好都市)・提携都市

### 日本国内
- 井原市（岡山県）
  - 1982年8月親善都市提携
- 南魚沼市（新潟県）
  - 2014年10月友好都市協定[62]
- 国分寺市（東京都）[63]
- 十日町市（新潟県）[63]
- 七尾市（石川県）[63]
- 飯山市（長野県）[63]
- 知立市（愛知県）[63]
  - 災害時相互応援協定都市。国分寺市と飯山市は2023年7月26日締結[63]。

### 日本国外
- チェンマイ市（タイ王国）
  - 1989年8月8日友好親善都市提携[64]

## 施設

### 医療施設
総合病院
- 労働者健康福祉機構　富山労災病院：内科、小児科、外科、整形外科、形成外科、脳神経外科、皮膚科、泌尿器科、産婦人科、眼科、耳鼻咽喉科、放射線科、リハビリテーション科、麻酔科

その他の病院
- 魚津病院：内科、リハビリテーション科、歯科
- 魚津緑ヶ丘病院：精神科、心療内科
- 新川病院：内科
- 深川病院：内科
- 魚津神経サナトリウム：精神科、神経科

### 福祉施設
- 新川ヴィーラ
- あんどの里
- 福祉センター百楽荘
- 経田福祉センター
- 老人クラブ連合会
- シルバー人材センター
- 身体障害者デイサービスセンター
- 片貝高齢者ふれあいの家
- 経田高齢者ふれあいの家
- 魚津市障害者交流センター

### 厚生センター・健康センター
- 新川厚生センター魚津支所
- 魚津市健康センター

## 教育

### 短期大学
以前は洗足学園魚津短期大学があったが、2002年に閉校。建物は現在、新川学びの森天神山交流館として活用している。

### 高等学校
- 新川高等学校（私立）[注 5]
- 富山県立魚津工業高等学校
- 富山県立魚津高等学校
- 富山県立新川みどり野高等学校（旧富山県立新川女子高等学校）
- 未来高等学校 富山中央学習センター
  - 富山みらい学園
  - 富山みらい高等学院 魚津キャンパス 通信制高等学校サポート校[65]

かつて存在した高等学校

### 中学校

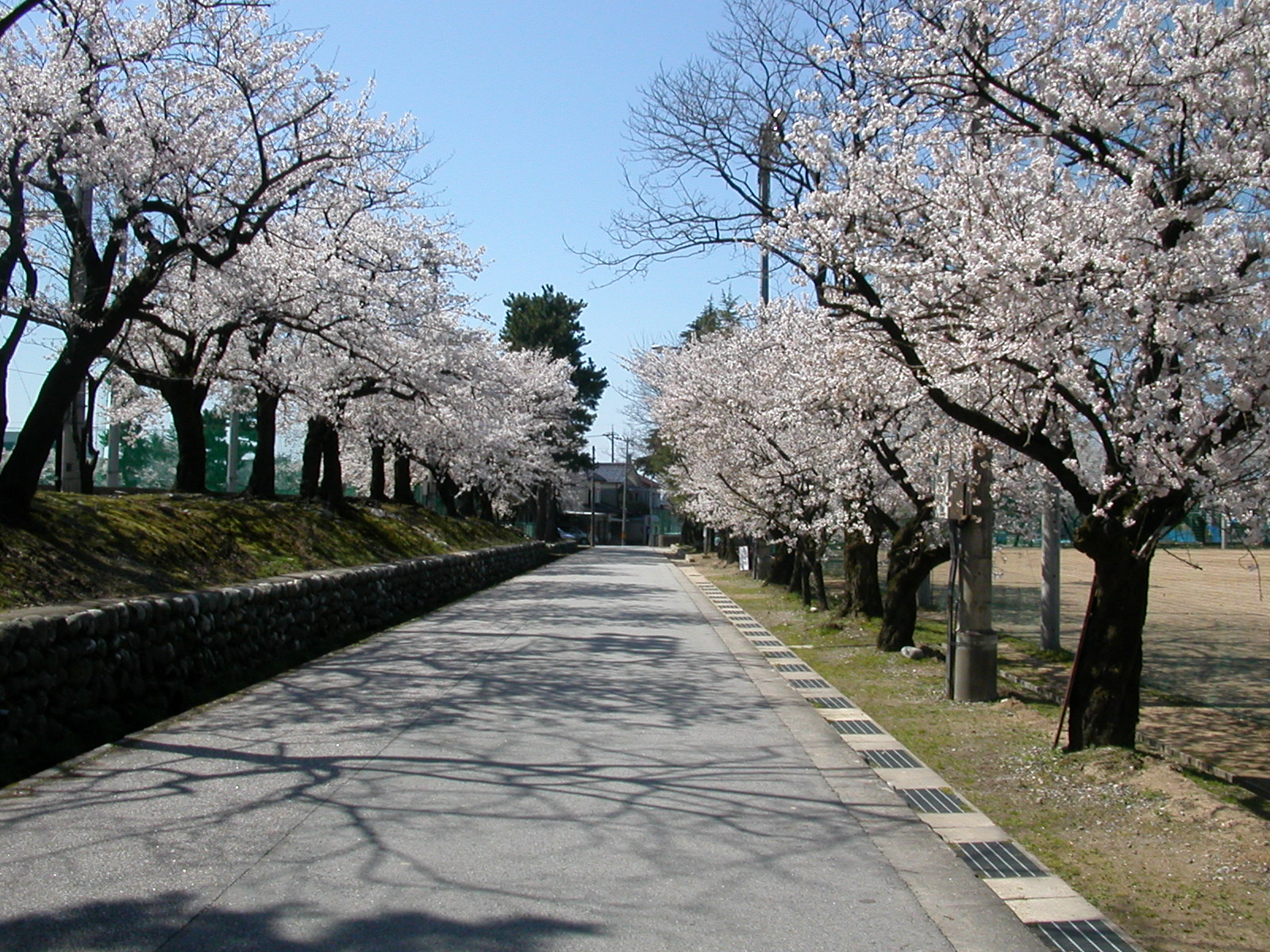
魚津高校と東部中学校の間の桜並木

- 魚津市立西部中学校
- 魚津市立東部中学校

かつて存在した中学校

### 小学校

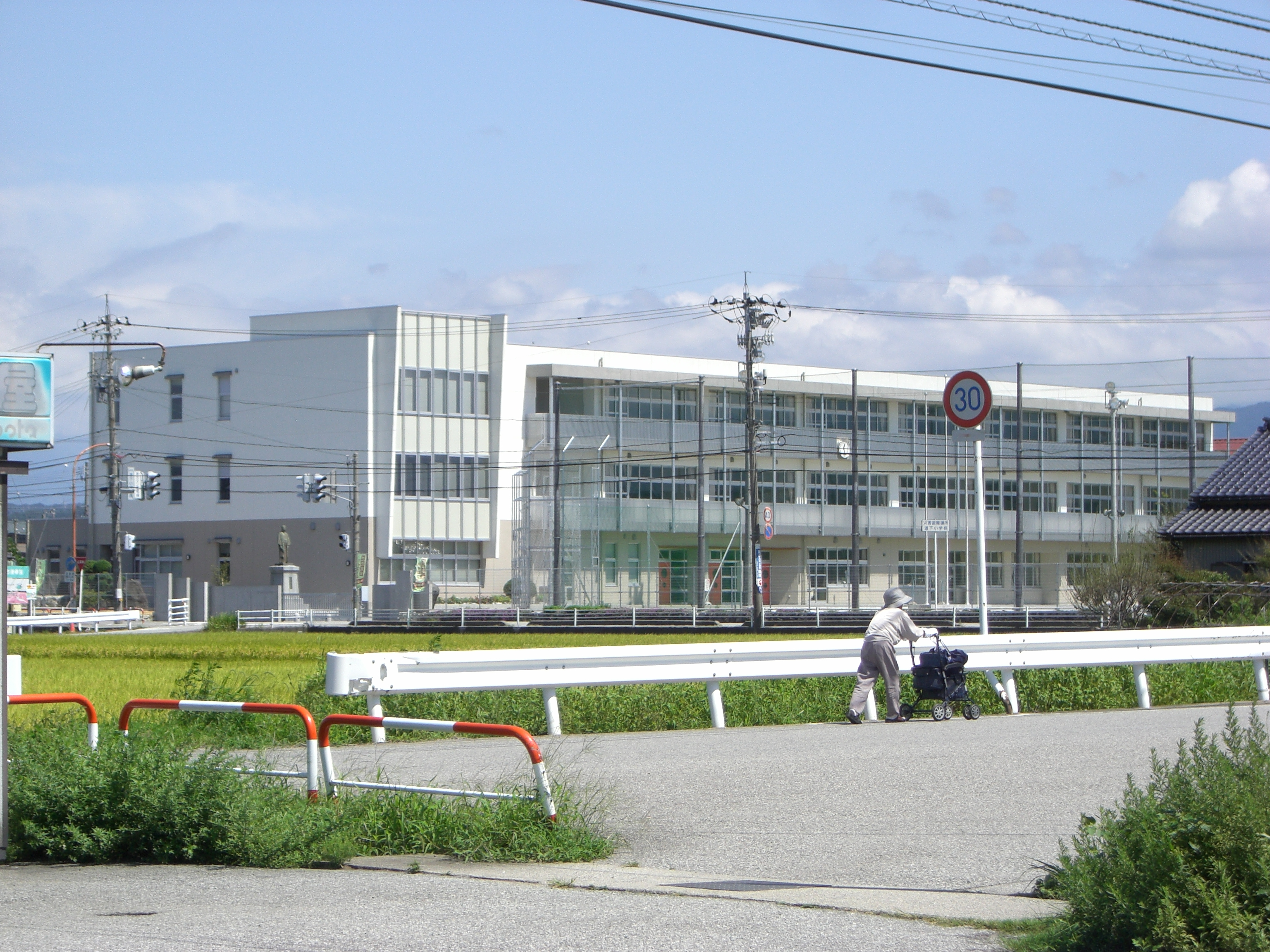
道下小学校

小学校については、2023年度までに4校に再編される予定。
- 魚津市立道下小学校
- 魚津市立よつば小学校
- 魚津市立清流小学校
- 魚津市立経田小学校
- 魚津市立星の杜小学校

かつて存在した小学校

### 幼稚園
- 魚津市立大町幼稚園
- 明星幼稚園
- 魚津大谷幼稚園（休園中）
- 以前は魚津市立経田幼稚園も所在していたが、2014年3月に大町幼稚園へ統合された。

### 学校教育以外の施設
職業訓練
- 北陸職業能力開発大学校
- 魚津建築高等職業訓練校
- 以前は魚津准看護学院も存在していたが、2005年3月に閉校[67]。

保育所
- 魚津市立青島保育園
- 魚津市立片貝保育園[注 6]
- 魚津市立経田保育園
- 魚津市立住吉保育園
- 魚津市立野方保育園
- 魚津市立松倉保育園
- 魚津市立道下保育園
- 魚津保育園
- 魚津第二保育園
- 加積保育園
- 吉島保育園
- 上口保育園
- 川原保育園
- 天神保育園
- 経田保育園
- 西布施保育園
- 本江保育園

以前は、あけび(山女)保育園、魚津市立魚津愛育園も所在していたが廃止。
児童センター・その他
- かもめ児童センター（1995年4月 浜経田に完成）
- つばめ児童センター（2000年4月 新金屋に完成）
- ひばり児童センター（2003年 六郎丸に完成）
- すずめ児童センター（2007年4月 北鬼江に完成）

以前は、こばと児童センター（1982年3月 本町に完成）も所在していたが、2018年3月31日に閉館。
障害者育児施設
- つくし学園
- かのこ園

給食
- 魚津市学校給食センター

魚津市内の中学校、小学校、市立幼稚園を対象に学校給食（副食）を調理し、配送している。魚津市における学校給食は完全給食で、米飯（準ずる加工食品を含む）またはパンとミルク、おかずである。 米飯、パンとミルクについては業者に委託しており、委託業者からそれぞれの学校に直接配送されている。

### 社会教育施設

#### 公民館
| - 中央公民館（新川学びの森天神山交流館内） - 大町公民館（本町） - 村木公民館（火の宮町） - 上村木公民館くみ（上村木） - 下中島公民館（慶野） - 上中島公民館（吉野） - 松倉公民館（鹿熊） - 上野方公民館（大海寺野） | - 本江公民館（友道） - 片貝公民館（島尻） - 加積公民館（六郎丸） - 道下公民館（北鬼江） - 経田公民館（浜経田） - 天神公民館（天神野新） - 西布施公民館（小川寺） |

## マスメディア

### 魚津市のCATV局
- 新川インフォメーションセンター(NICE-TV)

魚津市のケーブルテレビ局である。
魚津市以外(黒部市、下新川郡入善町・朝日町)でも放送されている。
市内でのケーブルテレビインターネットはNICE-TVが行っている。
かつてはNICE-TVのチャンネルで新川広域圏事務組合ケーブルテレビ（黒部市、下新川郡入善町・朝日町のケーブルテレビ。現在の新川地域介護保険・ケーブルテレビ事業組合ケーブルテレビ）のコミュニティチャンネルのアナログ送信を行っていたが、デジタル放送完全移行とともに廃止された。

### テレビ局
- NHK富山放送局魚津支局
- 北日本放送新川支社
- 富山テレビ新川支社
- チューリップテレビ新川支社

### ラジオ局
- 新川コミュニティ放送(ラジオ・ミュー) 魚津サテライト

### 新聞
- 北日本新聞新川支社
- 富山新聞魚津販売センター
- 北陸中日新聞魚津通信局

このほか、讀賣新聞、朝日新聞、毎日新聞など大手新聞社の支局が設置されている。

## 交通

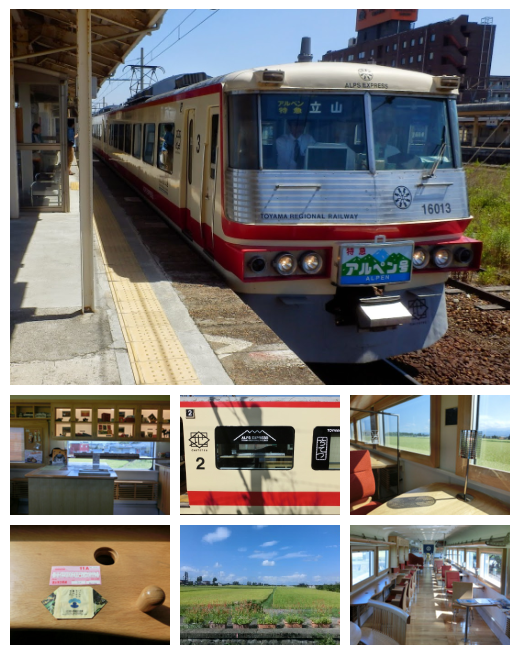
観光列車「ALPS EXPRESS」は、富山地方鉄道 新魚津駅から乗車可能

### 空港
- 市内に空港はないが、北陸自動車道や国道を使って富山空港に容易にアクセスできる。

### 鉄道路線
中心となる駅はあいの風とやま鉄道魚津駅である。あいの風とやま鉄道魚津駅と富山地方鉄道新魚津駅は地下道を利用して乗り換えが可能。また、旧市街地の中心には富山地鉄の電鉄魚津駅が存在する。
あいの風とやま鉄道 あいの風とやま鉄道線
- 魚津駅

富山地方鉄道本線(地鉄)
- 西魚津駅 - 電鉄魚津駅 - 新魚津駅 - 経田駅

北陸新幹線
市内を通過しているが、市内に新幹線駅はない。魚津市から最寄となる新幹線駅は、隣の黒部市にある黒部宇奈月温泉駅である。同駅には富山地方鉄道の新黒部駅も併設されている。
速達タイプに乗車する際は富山駅、各駅タイプに乗車する際は黒部宇奈月温泉駅となる。魚津市内からはそれぞれあいの風とやま鉄道線や富山地方鉄道線を利用してアクセスできる。
- 魚津駅前（東口・釈迦堂側）
- 新魚津駅の入り口(地下道から分岐する)
- 魚津駅ホーム
- 魚津駅東口（釈迦堂一丁目）

- 経田駅駅舎
- 新魚津駅ホームより魚津駅ホーム（西口・本新町側）
- 西魚津駅駅舎

### バス路線
高速バス（魚津IC内バス停）
- 富山 - 東京線（富山地方鉄道・西武バス）
- 富山 - 新潟線（富山地方鉄道・新潟交通）

路線バス
- 富山地方鉄道（電鉄魚津駅前から魚津駅前を経由し、東蔵、労災病院前、黒沢を結ぶ路線のみ）
- 魚津市民バス

滑川市コミュニティバス「のる my car」 - 蓑輪ルートのバス停（白倉地区）と、北部循環ルート（水族館前）のバス停が所在する。

### 道路

#### 高速道路
- NEXCO中日本 北陸自動車道
  - 魚津IC
  - 有磯海SA下り線（新潟中央方面）

#### 一般国道

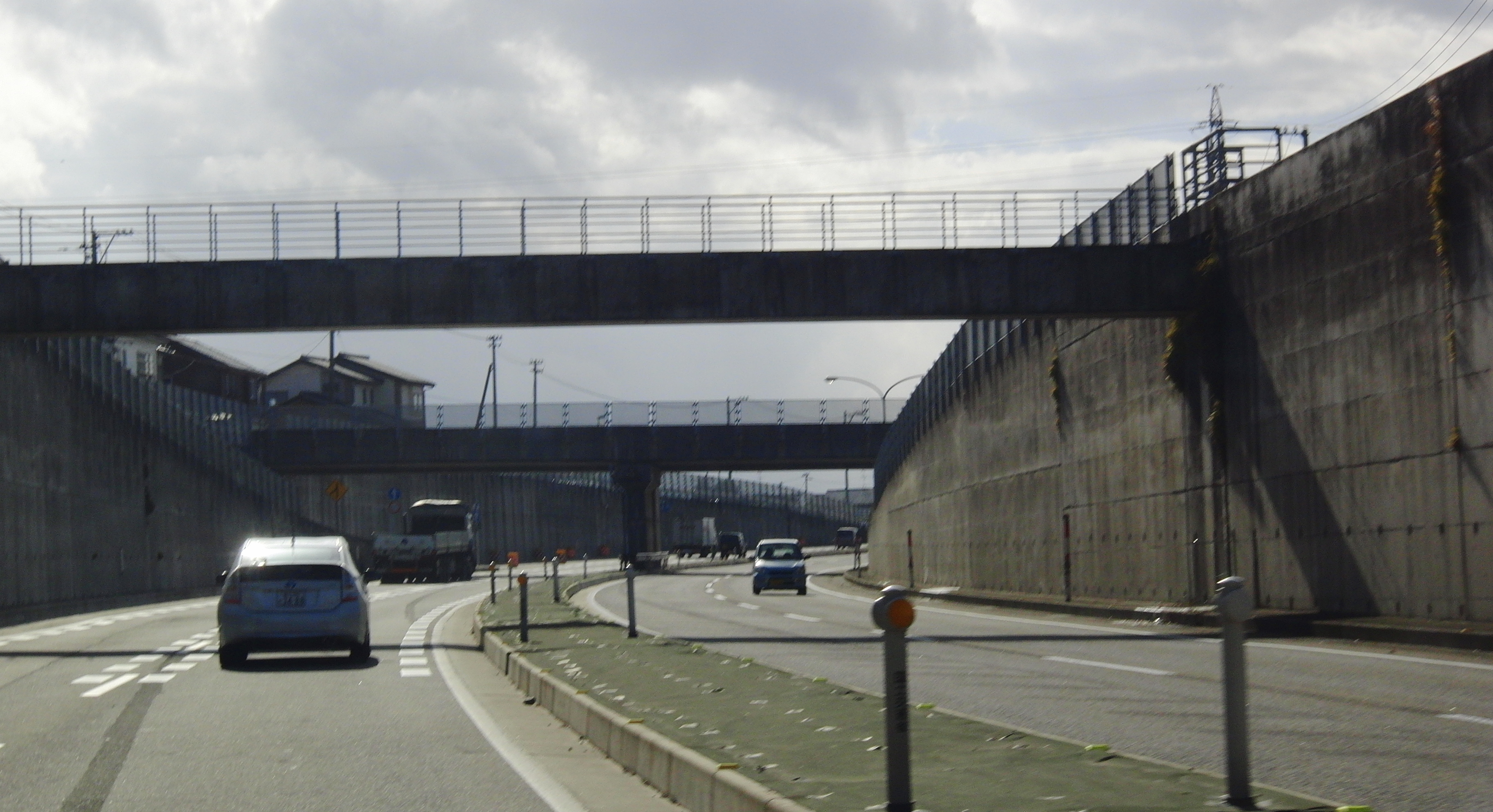
国道8号線 魚津バイパス（本江付近）

- 国道8号
  - 魚津滑川バイパス
  - 魚津バイパス
  - 入善黒部バイパス

#### 県道
- 主要地方道
  - 富山県道1号富山魚津線

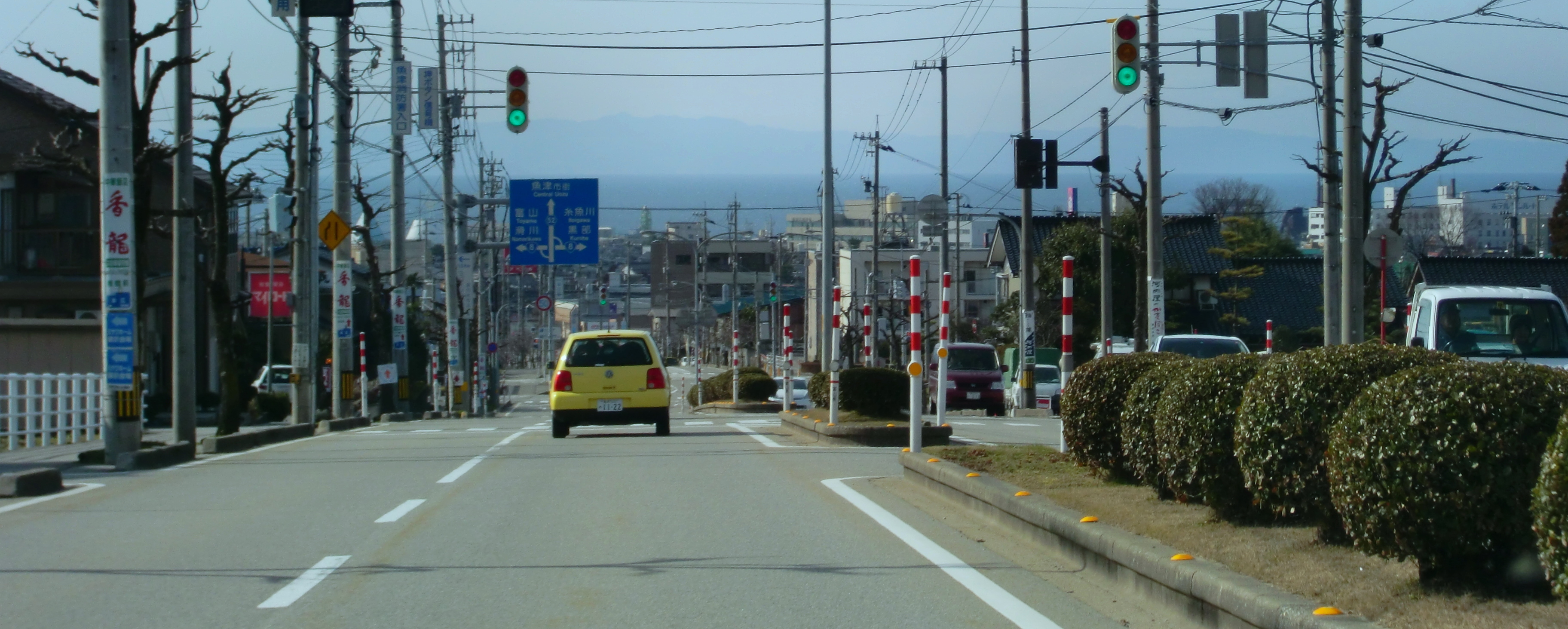
県道52号線。市内の多くは坂である。また、信号機は縦である。

  - 富山県道2号魚津生地入善線（一部「しんきろうロード」）
  - 富山県道3号富山立山魚津線
  - 富山県道33号金山谷田方町線
  - 富山県道52号島尻魚津インター線
  - 富山県道67号宇奈月大沢野線
- 一般県道
  - 富山県道126号福平経田線
  - 富山県道127号経田停車場線
  - 富山県道128号阿弥陀堂魚津停車場線
  - 富山県道129号魚津停車場線
  - 富山県道132号三箇吉島線
  - 富山県道135号富山滑川魚津線（旧国道8号）
  - 富山県道136号坪野湯上線
  - 富山県道137号堀江魚津線
  - 富山県道141号虎谷大榎線
  - 富山県道150号魚津入善線（旧国道8号）
  - 富山県道314号沓掛魚津線（旧北陸国道）
  - 富山県道320号古鹿熊滑川線
  - 富山県道330号小川寺木下新線
  - 富山県道331号黒谷上村木線
  - 富山県道332号大海寺新本町線
  - 富山県道375号富山朝日自転車道線

#### その他の道路
- 新川広域農道（スーパー農道）

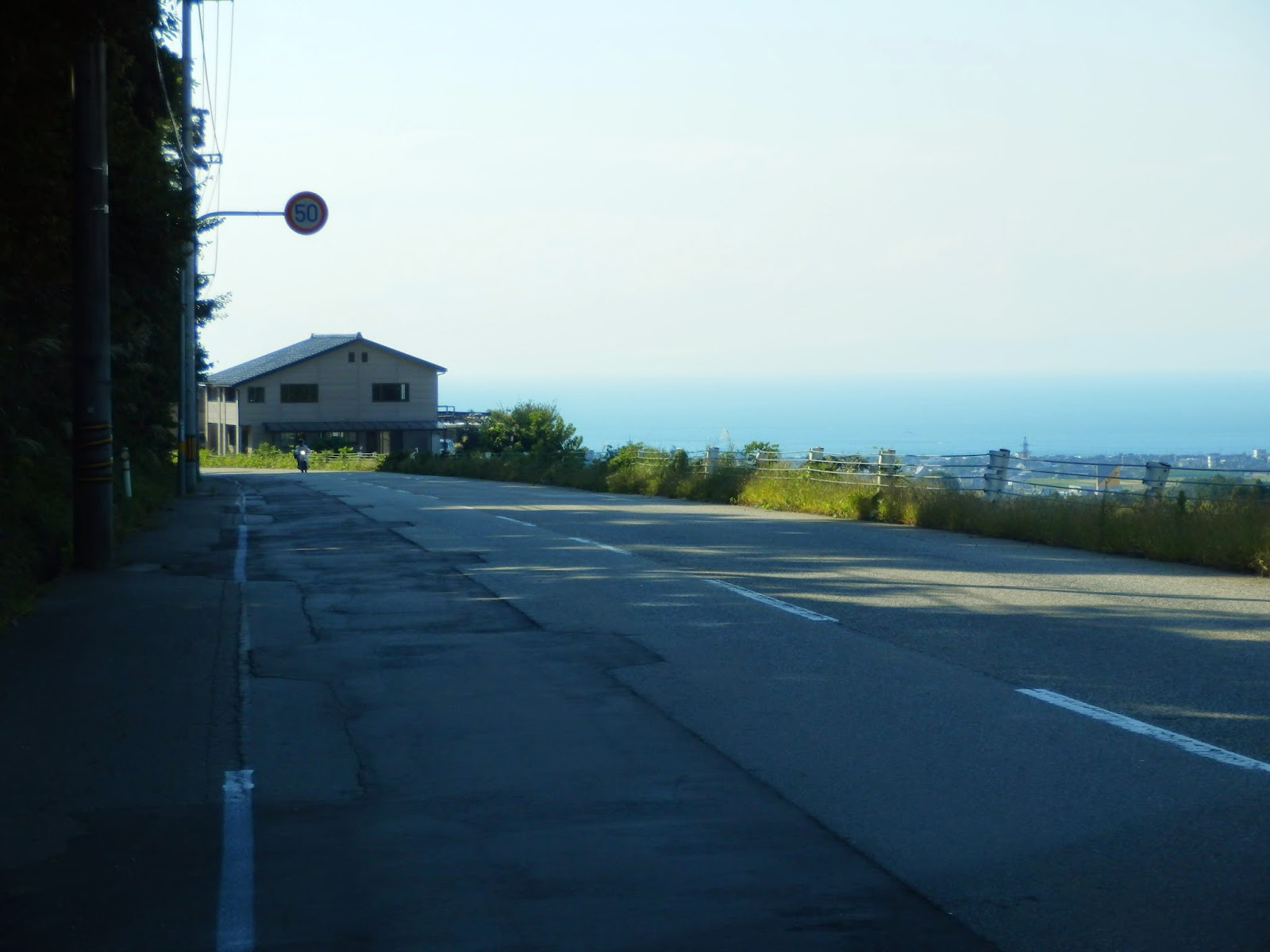
新川スーパー農道に埋設された帝石ガスパイプライン（上越～富山）

- しんきろうロード（サイクリングロードと並走）
- 林道別又僧ヶ岳線

#### タクシー
- 魚津交通
- 金閣自動車商会
- 佐々井タクシー魚津営業所

### 船舶
- 魚津港（地方港湾）
  - 北地区
  - 南地区（魚津補助港）
- 経田漁港

### レンタサイクル（ミラージュサイクル みらくる）
電動アシスト付自転車を市内5ヶ所のステーションでレンタルしている。レンタサイクルを活用することにより、マイカー運行を減少させ、二酸化炭素（CO2）の削減と地球温暖化対策の推進を図るとともに、市民や観光客の回遊性を促進させることにより、市全体のにぎわいの創出を図ることを目的としている。
レンタサイクルステーション
- 魚津駅前周辺

　（平日）魚津市観光協会
　（土・日、祝日）米山サイクル
- 魚津水族館
- 魚津埋没林博物館
- 片貝山ノ守キャンプ場

営業時間
午前9:00 - 午後5:00（最終受付時間　午後3:00）
※営業時間については、施設の都合により異なる場合がある。

## 主なトンネル・橋・ダム
北陸自動車道
- 湯上トンネル
- 片貝川橋
- 宮津橋
- 角川橋
- 早月川橋

国道8号

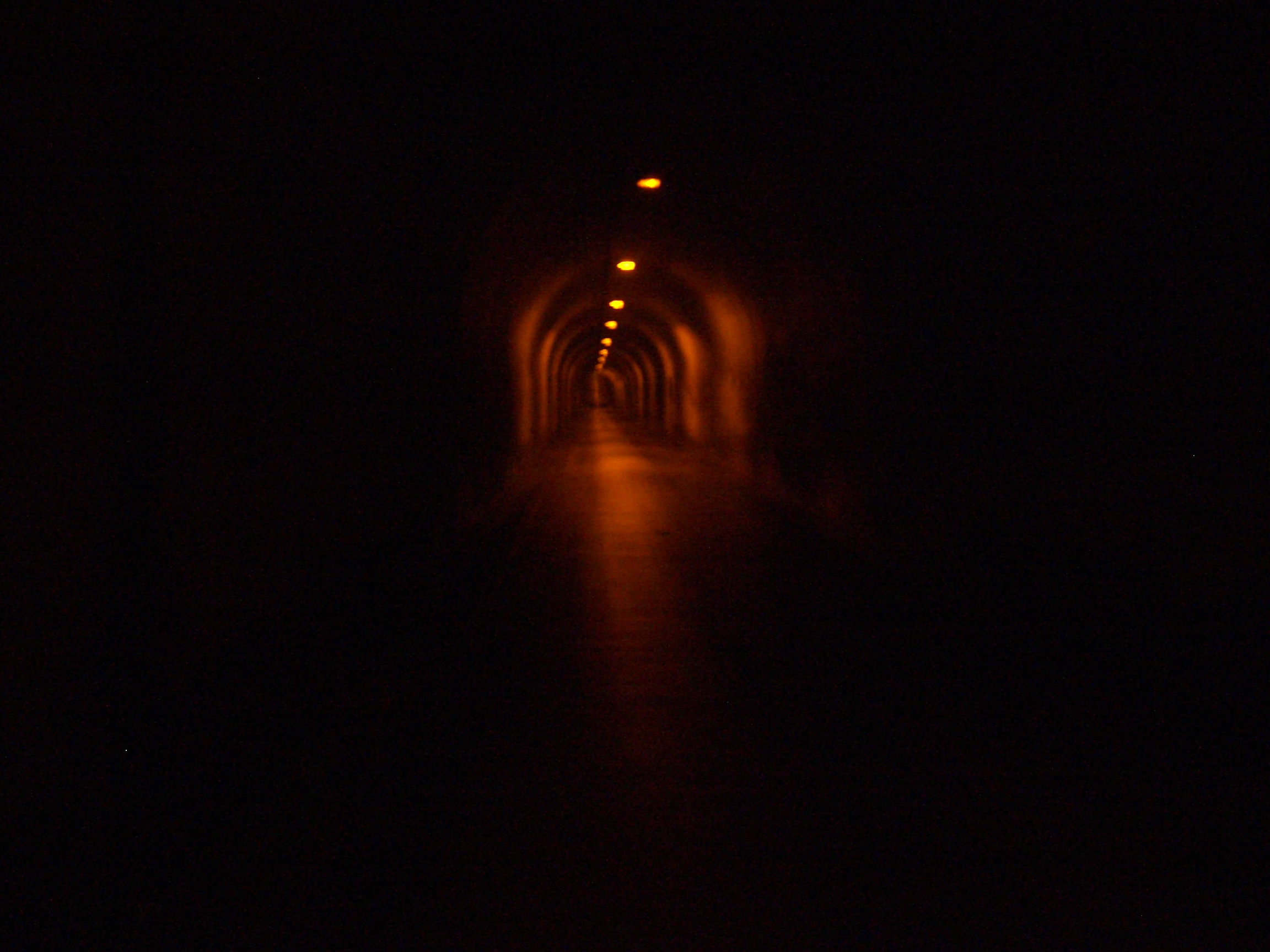
白倉トンネル

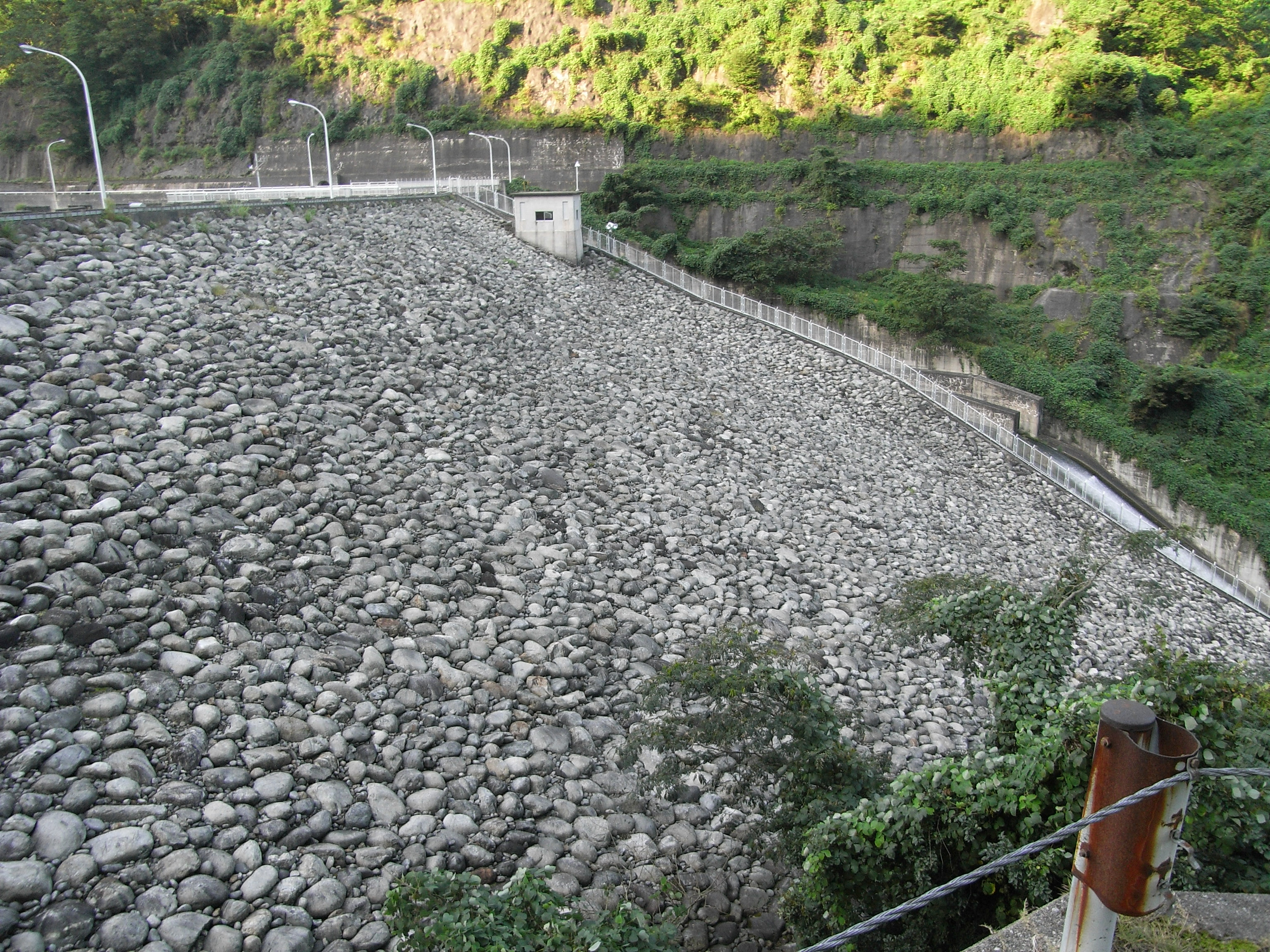
角川ダム

- 大光寺トンネル（国道8号線に隣接する病院群の防音のために建設）
- 有頼大橋
- 角川大橋
- 延槻大橋

富山県道
- 天神山トンネル（天神地区と西布施地区を結んでいるトンネル）
- 白倉トンネル
- 虎谷口トンネル
- 落合橋
- 片貝橋
- 片貝大橋
- 天神橋
- 片貝清流橋
- 港橋
- 神明橋
- 角川橋
- 早月橋
- 早月大橋
- 新月形橋
- 入会橋

市道
- 東山橋
- 北鬼江跨線橋
- 新鬼江橋
- 新角川橋
- 上口橋

北陸新幹線
- 第1魚津トンネル（1050m）
- 第2魚津トンネル（3125m）
- 上中島トンネル（794m）

- 布施川橋梁
- 片貝川橋梁
- 魚津高架橋
- 浅生架動橋
- 早月川橋梁

ダム
- 角川ダム

など

## 宿泊施設
ホテル
スカイホテル魚津（旧・ホテルサンルート魚津、1982年3月12日オープン）
スカイホテル魚津アネックス（旧・魚津スカイホテル、1986年4月17日オープン）
上記2軒のホテルは魚津市に事業所のあるスカイホテルの運営。2016年9月30日を以て旧会社の富山サンルートがサンルートホテルチェーンとの加盟契約を終了したため、同年10月1日以降名称変更された
魚津マンテンホテル駅前
アパホテル魚津駅前
ホテルグランミラージュ
ルートイン魚津
ホテル美浪館
ビジネスホテル美浪
ホテルベストイン魚津
など
旅館
金太郎温泉 光風閣 （カルナの館にて日帰り入浴可能）
北山鉱泉 （日帰り入浴可能）
元祖仁右衛門家
いけがみ
平左衛門
など

## 観光・レジャースポット、施設

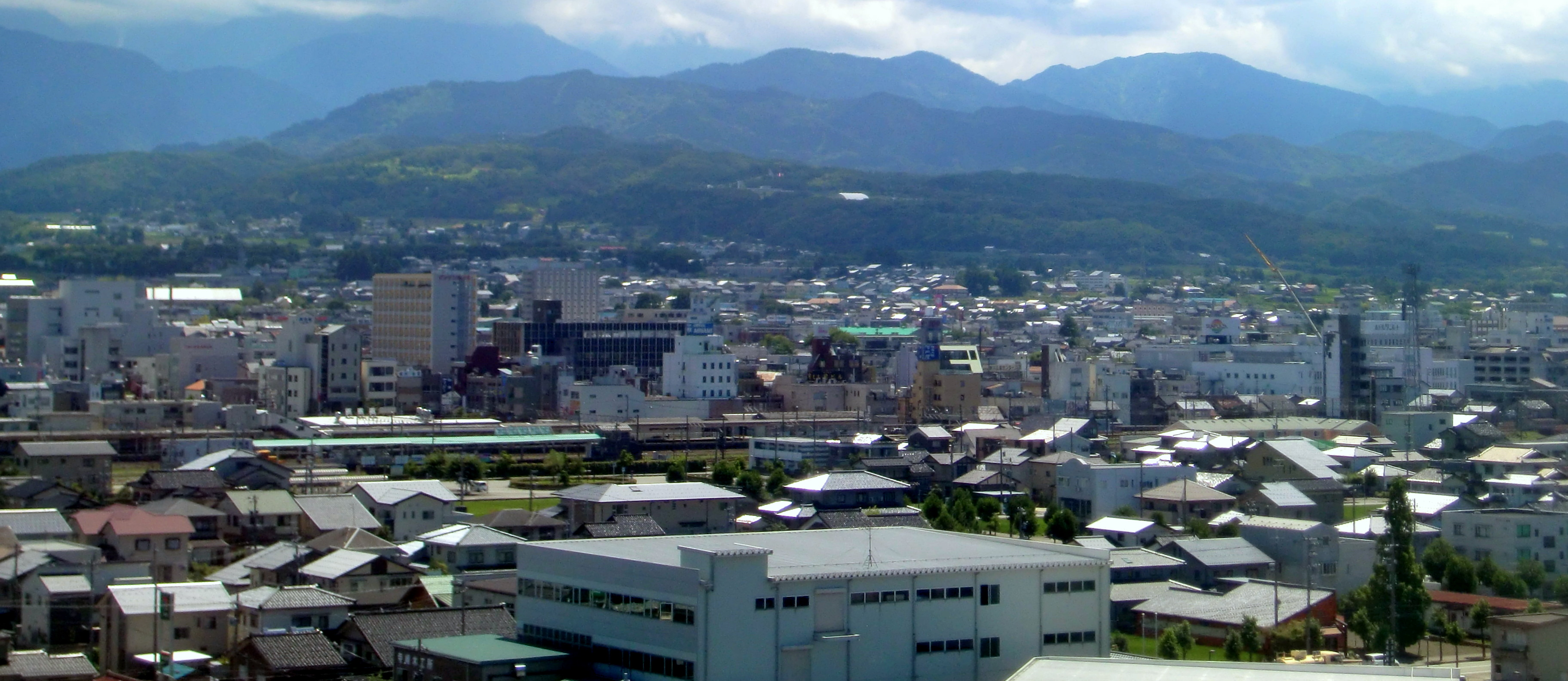
駅東側にはホテルや飲食店等が立ち並び、西側には住宅やアパートが建ち並ぶ。

観光入り込み客数(平成19年度)
- 富山県全体：28048千人
- 魚津市：1344千人

### 博物館
- 魚津水族館
- 魚津埋没林博物館（ねっこランド）
- 魚津歴史民俗博物館（資料館と併設）
- 尾崎かまぼこ館

### 文化・教育施設
- 新川学びの森天神山交流館
- 魚津市立図書館

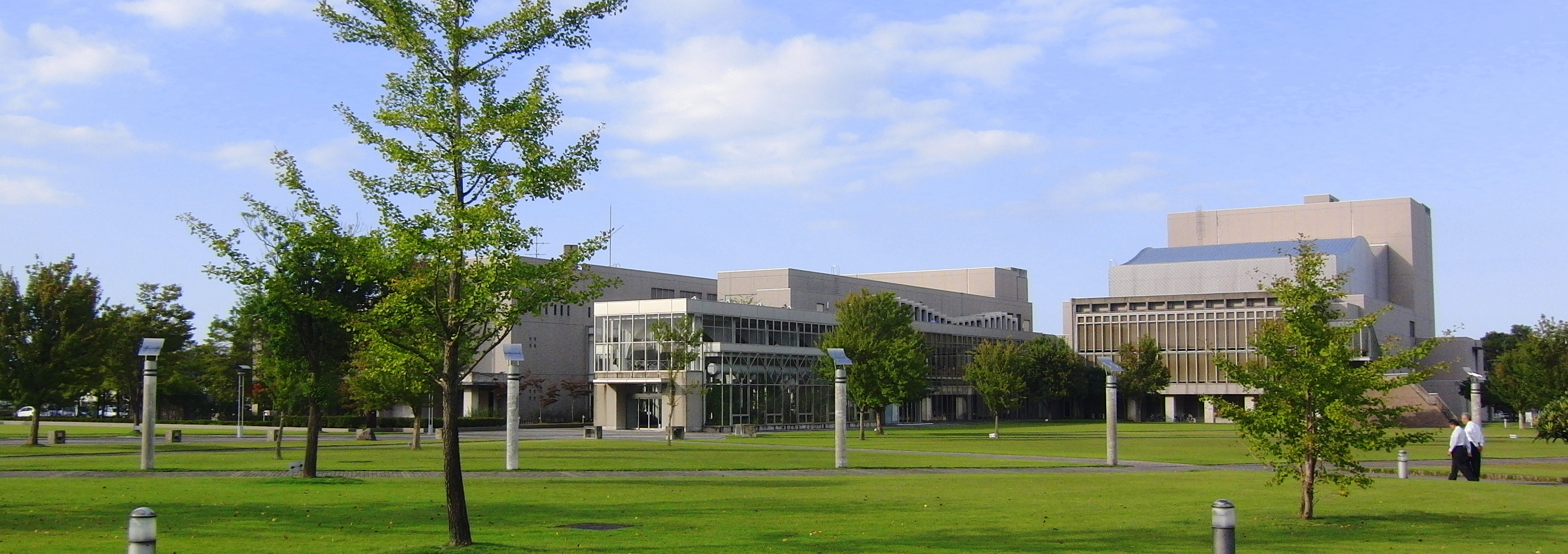
ミラージュホール（新川文化ホール）

- 新川文化ホール（ミラージュホール）※音響家が選ぶ優良ホール100選に選出。
- もくもくホール
- 魚津市民会館(廃止)[注 8]

### レジャースポット

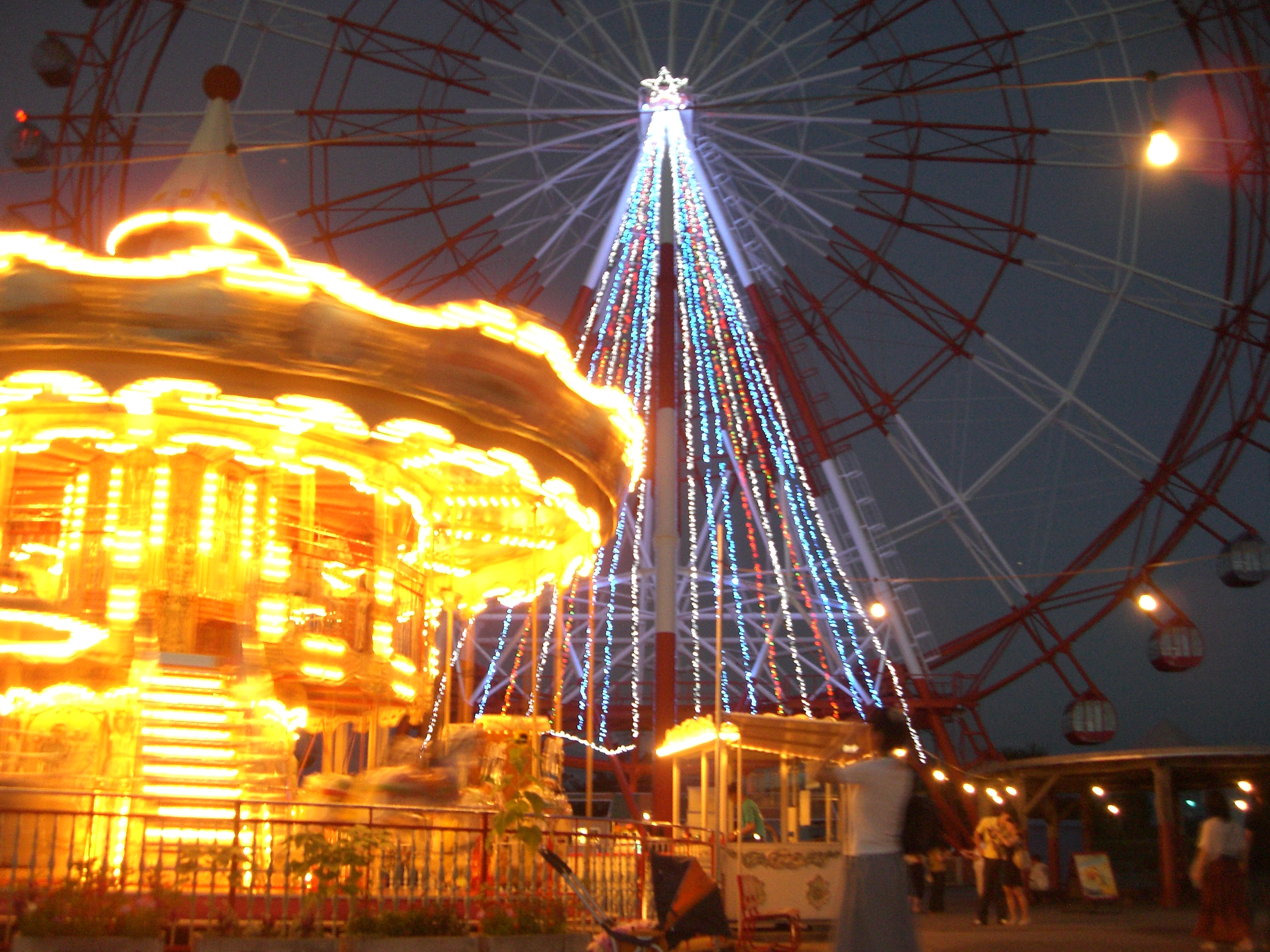
ミラージュランド

- ミラージュランド（遊園地、ミラージュプール・バーベキュー広場など）
- 魚津総合公園
- 海の駅蜃気楼
- 片貝山ノ守キャンプ場

### 温泉・銭湯・日帰り入浴施設
市内には人口の割に比較的多くの入浴施設があるとされる（かつては現在よりも多く存在した）。
- 金太郎温泉（カルナの館など）
- 満天の湯
- 北山鉱泉（元祖仁右衛門家など）
- 下田温泉
- 平成 松の湯
- 辻わくわくランド
- 川城鉱泉

かつて存在した入浴施設
- 天神山温泉（2009年廃業）
- 大谷温泉（2013年廃業）
- 魚津温泉（1917年開湯[72]）

など

### スポーツ・アリーナ
- ありそドーム（魚津テクノスポーツドーム）
- とびUO!プール
- 魚津市桃山運動公園
- 吉田グラウンド
- 魚津国際カントリークラブ

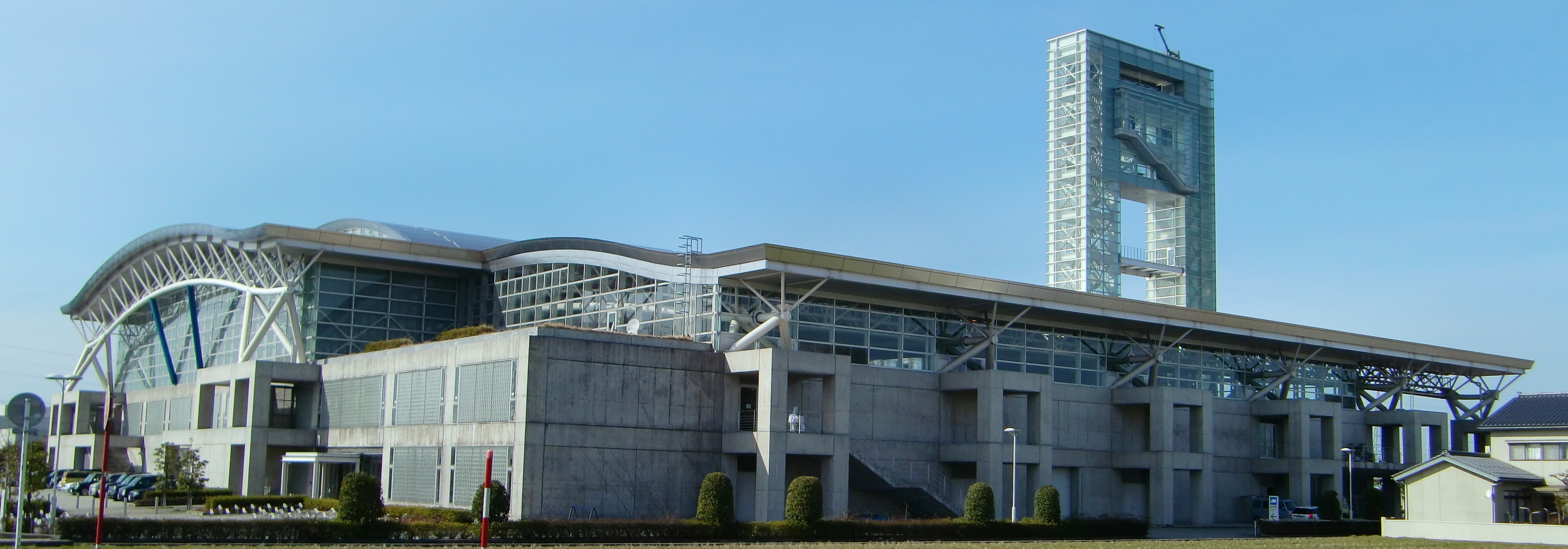
魚津テクノスポーツドーム「ありそドーム」

- 観音ゴルフクラブ - 1974年8月10日に開場した18ホール、パー64、3,489ヤードのゴルフ場[73]。2016年末に閉鎖。跡地は2020年に大和ハウス工業が太陽光発電所『Dream Solar（ドリーム・ソーラー）富山魚津観音堂』が設置された[74]。

この他、開木山（片貝川上流より南西側の山地）に県外資本によるゴルフ場建設構想がかつて存在していた。
かつては、魚津市総合体育館も所在していた。

### 公園・緑地
- ミラージュホール前広場
- 魚津総合公園（みらパーク）
- 魚津桃山運動公園
- 魚津市役所前公園
- 花の森・天神山ガーデン
- 早月川緑地（1981年5月14日に11.4 haにて都市計画決定）[76]

| 公園種別 | 名称                  | 住所              | 公園面積(m2) | 開設面積(m2) |
| -------- | --------------------- | ----------------- | ------------ | ------------ |
| 街区公園 | 下村木児童公園        | 下村木町3-696     | 1,652        | 1,652        |
| 〃       | 新金屋公園            | 新金屋一丁目1-305 | 4,607        | 4,607        |
| 〃       | 金浦公園              | 村木町1-106       | 2,120        | 2,120        |
| 〃       | 港町公園              | 火の宮町701       | 2,426        | 2,426        |
| 〃       | 村木公園              | 火の宮町1-603     | 2,952        | 2,952        |
| 〃       | 村木2号公園           | 新金屋二丁目910   | 1,891        | 1,891        |
| 〃       | 上村木公園            | 上村木一丁目503   | 2,055        | 2,055        |
| 〃       | 上村木2号公園         | 新金屋二丁目1-302 | 3,052        | 3,052        |
| 〃       | 上村木3号公園         | 上村木二丁目1-201 | 3,700        | 3,700        |
| 〃       | 下村木2号公園         | 新金屋一丁目701   | 2,123        | 2,123        |
| 〃       | 道下公園              | 緑町109           | 4,939        | 4,939        |
| 〃       | 市役所前公園          | 釈迦堂一丁目1-001 | 6,069        | 6,069        |
| 〃       | 住吉公園              | 住吉3-129-1       | 2,635        | 2,635        |
| 〃       | 本新1号公園           | 本新町1-706       | 2,974        | 2,974        |
| 〃       | 北鬼江1号公園         | 北鬼江二丁目705   | 3,298        | 3,298        |
| 〃       | 北鬼江2号公園         | 二丁目1-803       | 2,535        | 2,535        |
| 〃       | 東栄町公園            | 新金屋二丁目520   | 793          | 793          |
| 〃       | 吉島1号公園           | 吉島二丁目801     | 2,800        | 2,800        |
| 〃       | 経田海浜公園          | 寿町116           | 5,423        | 5,423        |
| 〃       | 川の瀬公園            | 東尾崎5-497-62    | 952          | 952          |
| 〃       | 電鉄魚津駅前公園      | 文化町1-777-1     | 1,204        | 1,204        |
| 〃       | 餌指公園              | 本町二丁目1401-1  | 648          | 648          |
| 〃       | 大町海岸公園          | 本町一丁目13-1    | 1,270        | 1,270        |
| 運動公園 | 魚津桃山運動公園      | 出字桃山36        | 339,000      | 327,864      |
| 総合公園 | 魚津総合公園          | 三ケ1-605         | 116,057      | 116,057      |
| 特殊公園 | 宮津霊園              | 大光寺・大海寺野  | 86,000       | 60,600       |
| 都市緑地 | 早月川緑地            | 吉野地先          | 114,000      | 77,996       |
| 合計     | 都市公園:23 他:4 計27 |                   | 717,175      | 644,635      |

### 遊歩道・登山道

#### 洞杉
洞杉周辺は遊歩道が整備されている。

#### 僧ヶ岳
登山道が整備されている。
東蔵〜別又〜烏帽子尾根経由ルート
東蔵から別又への林道に入り、その道沿いの登山道に入る。最短ルートで、利用者も多い。
三ヶ〜東又経由ルート
登り口は非常に急な坂道で注意が必要（上り、下りとも）。
なお、僧ヶ岳山頂から越中駒ヶ岳へ向かう登山道も整備されている。

## 寺社・教会

### 寺院
小川寺
- 千光寺
  - 心蓮坊、光学坊、蓮蔵坊

- 小川山千光寺の観音堂山門
- 小川山千光寺観音堂 右奥は白山社
- 心蓮坊
- 光学坊
- 蓮蔵坊

市街地
| - 常泉寺 - 長教寺 - 福徳寺 - 桃源寺 - 託法寺 - 千光寺 - 託法寺 - 西願寺 - 桃原寺 - 照顯寺 | - 常徳寺 - 稲荷社 - 等覚寺 - 勝楽寺 - 本招寺 - 長教寺 - 専光寺 - 法善寺 - 真成寺 - 大泉寺 | - 安成寺 - 敬恩寺 - 照善寺 - 神明社 - 専正寺 - 光妙寺 - 神久寺 - 常泉寺 - 光顔寺 - 得性寺 | - 浄満寺 - 円覚寺 - 得性寺 - 常願寺 - 勝福寺 - 仏現寺 - 法性庵 - 願宗寺 - 真宗寺 - 常念寺 | - 光学坊 - 心蓮坊 - 光了寺 - 照善寺 - 安成寺 - 華王寺 - 栄明寺 - 勝樂寺 - 等覺寺 - 円乗寺 | - 長円寺 - 常徳寺 - 相順寺 - 紹陽寺 - 光顔寺 - 本招寺 - 真行寺 - 妙教寺 - 弘法太師堂 |

など

### 社・神社
- 魚津神社
- 諏訪神社
- 魚津八幡宮
- 宮津八幡宮
- 北鬼江八幡宮
- 建石勝神社
- 伏見稲荷魚津大社
- 布勢神社
- 金刀比羅宮
- 神明神社

など
- 魚津神社
- 愛宕社
- 諏訪神社

### 教会
- 魚津教会

## 名所・旧跡

### 城址・城跡
- 魚津城（市の史跡）[77]
- 松倉城（鹿熊城）：県指定史跡[78]
- 水尾北城
- 水尾城[79]
- 水尾南城
- 北山城（金山城・金山谷城）[79]
- 小菅沼城
- 升方城[80]（升形山城[81]）
- 南舛方城
- 坪野城[82]
- 後藤城
- 天神山城（萩城）[83]
- 赤坂砦[84]
- 焼山砦
- 鹿熊城殿砦
- 室田砦
- 大谷砦
- 石の門砦[85]
- 鹿熊ホーエン遺

松倉城以外は全て松倉城の支城である。

## 文化財
| 指定者 | 種別                     | 名称                       | 所在地                           | 所有者または管理者               |
| ------ | ------------------------ | -------------------------- | -------------------------------- | -------------------------------- |
| 国     | 特別天然記念物           | ホタルイカ群遊海面         | 富山市水橋より魚津市             | 富山県                           |
| 〃     | 〃                       | 魚津埋没林                 | 釈迦堂字三田割814                | 魚津市                           |
| 〃     | 〃                       | カモシカ                   | 地域を定めず指定                 | 富山県                           |
| 〃     | 重要無形民俗文化財       | 魚津のタテモン行事         | 諏訪神社周辺                     | 魚津たてもん保存会               |
| 富山県 | 天然記念物               | 大沢の地鎮杉               | 大沢字前田632                    | 個人                             |
| 〃     | 〃                       | 坪野のつなぎがや           | 坪野字山の谷                     | 坪野地区                         |
| 〃     | 史跡                     | 桜峠遺跡                   | 布施爪上野212ほか                | 個人                             |
| 〃     | 〃                       | 松倉城跡                   | 鹿熊字城山3-2                    | 魚津市、個人                     |
| 〃     | 有形文化財（建造物）     | 旧沢崎家住宅               | 小川寺字天神山                   | 魚津市                           |
| 〃     | 有形文化財（美術工芸品） | 木造十一面観世音菩薩立像   | 小川寺字天神山（吉田記念郷土館） | 神宮寺                           |
| 〃     | 〃                       | 木造阿弥陀如来立像         | 金山谷                           | 金山谷地区                       |
| 〃     | 〃                       | 金銅千手観世音菩薩立像     | 小川寺2921-1                     | 千光寺                           |
| 〃     | 有形民俗文化財           | たてもん                   | 諏訪町                           | 魚津たてもん保存会               |
| 〃     | 無形民俗文化財           | 小川寺の獅子舞             | 小川寺                           | 小川寺獅子舞保存会               |
| 魚津市 | 史跡                     | 天神山城跡                 | 小川寺字天神山                   | 光学坊                           |
| 〃     | 〃                       | 升方城跡                   | 升方字城山                       | 魚津市、個人                     |
| 〃     | 〃                       | 北山（金山）城跡           | 北山                             | 個人                             |
| 〃     | 〃                       | 坪野城跡                   | 坪野                             | 個人                             |
| 〃     | 〃                       | 魚津城跡                   | 本町1丁目                        | 魚津市                           |
| 〃     | 〃                       | 石の門                     | 鹿熊字石ノ門                     | 魚津市、個人                     |
| 〃     | 〃                       | 武隈屋敷跡（小菅沼城跡）   | 小菅沼                           | 個人                             |
| 〃     | 〃                       | 水尾城跡                   | 鹿熊字水尾山                     | 個人                             |
| 〃     | 〃                       | 青山佐渡守・豊後守父子の墓 | 小川寺字天神山                   | 魚津市                           |
| 〃     | 〃                       | 大音主馬の碑               | 本江字畑田73-9                   | 長教寺                           |
| 〃     | 〃                       | 大伴家持の歌碑             | 三ケ（魚津水族館敷地）           | 魚津市                           |
| 〃     | 〃                       | 万灯台                     | 新角川1丁目322-29                | 魚津市                           |
| 〃     | 〃                       | 高円堂用水                 | 天神野新                         | 魚津市                           |
| 〃     | 〃                       | 魚津町奉行所跡             | 双葉町601                        | 長教寺                           |
| 〃     | 〃                       | 小貝塚                     | 諏訪町18-18                      | 大泉寺                           |
| 〃     | 名勝                     | 蜃気楼展望地点             | 釈迦堂字三田割                   | 魚津市                           |
| 〃     | 有形民俗文化財           | 農具                       | 小川寺天神山（歴史民俗資料館内） | 魚津市                           |
| 〃     | 〃                       | 漁具                       | 小川寺天神山（歴史民俗資料館内） | 魚津市                           |
| 〃     | 〃                       | 生活用品                   | 小川寺天神山（歴史民俗資料館内） | 魚津市                           |
| 〃     | 〃                       | 獅子頭及び面               | 小川寺天神山（歴史民俗資料館内） | 小川寺地区（小川寺獅子舞保存会） |
| 〃     | 無形民俗文化財           | せり込み蝶六               | 魚津市一円                       | せり込み蝶六保存会               |
| 〃     | 〃                       | 布施谷節                   | 西布施地区                       | 布施谷節保存会                   |
| 〃     | 〃                       | 鹿熊の刀踊り               | 鹿熊地区                         | 鹿熊刀踊り保存会                 |
| 〃     | 有形文化財（美術工芸品） | 制札（高札）               | 小川寺天神山（吉田記念郷土館内） | 魚津市                           |
| 〃     | 〃                       | 椎名康胤寄進状             | 上村木2丁目17-31                 | 常泉寺                           |
| 〃     | 〃                       | 佐々成政書状               | 本町1丁目8-14                    | 照顕寺                           |
| 〃     | 〃                       | 雲門寺壁書                 | 上村木2丁目17-31                 | 常泉寺                           |
| 〃     | 〃                       | 前田利常書状               | 本町1丁目8-14                    | 照顕寺                           |
| 〃     | 〃                       | 紙本著色 釈迦三尊像        | 上村木2丁目17-31                 | 常泉寺                           |
| 〃     | 〃                       | 紙本著色 庶民風俗図屏風    | 上村木2丁目17-31                 | 常泉寺                           |
| 〃     | 〃                       | 紙本水墨 達磨大師図        | 上村木2丁目17-31                 | 常泉寺                           |
| 〃     | 〃                       | 絹本水墨 虎図              | 上村木2丁目17-31                 | 常泉寺                           |
| 〃     | 〃                       | 紙本水墨 獅子図屏風        | 上村木2丁目17-31                 | 常泉寺                           |
| 〃     | 〃                       | 絹本著色 阿弥陀三尊像      | 諏訪町18-18                      | 大泉寺                           |
| 〃     | 〃                       | 魚津町惣絵図               | 本江1940（魚津市立図書館内）     | 魚津市                           |
| 〃     | 〃                       | 魚津町軒名図               | 本江1940（魚津市立図書館内       | 魚津市                           |
| 〃     | 〃                       | 近世武具                   | 小川寺天神山（歴史民俗資料館内） | 個人、魚津市                     |
| 〃     | 〃                       | 水噴きの龍                 | 新角川2丁目6-4                   | 桃原寺                           |
| 〃     | 〃                       | 木造僧形八幡神坐像         | 宮津1520                         | 八幡宮(宮津八幡宮)               |

## イベント・祭事・催事

### 祭り・イベント
- 愛宕社の火祭り（1月25日頃）
- 魚津しんきろうマラソン（4月第4日曜日）

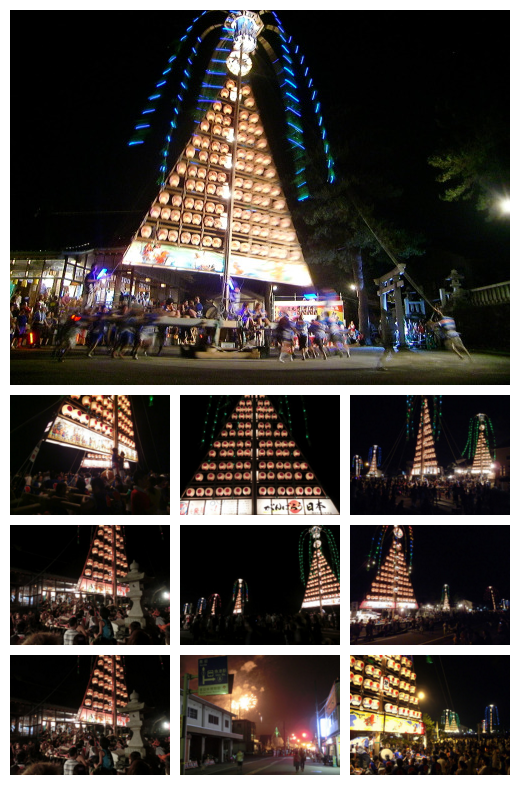
ユネスコ無形文化遺産・国の重要無形民俗文化財「たてもん」

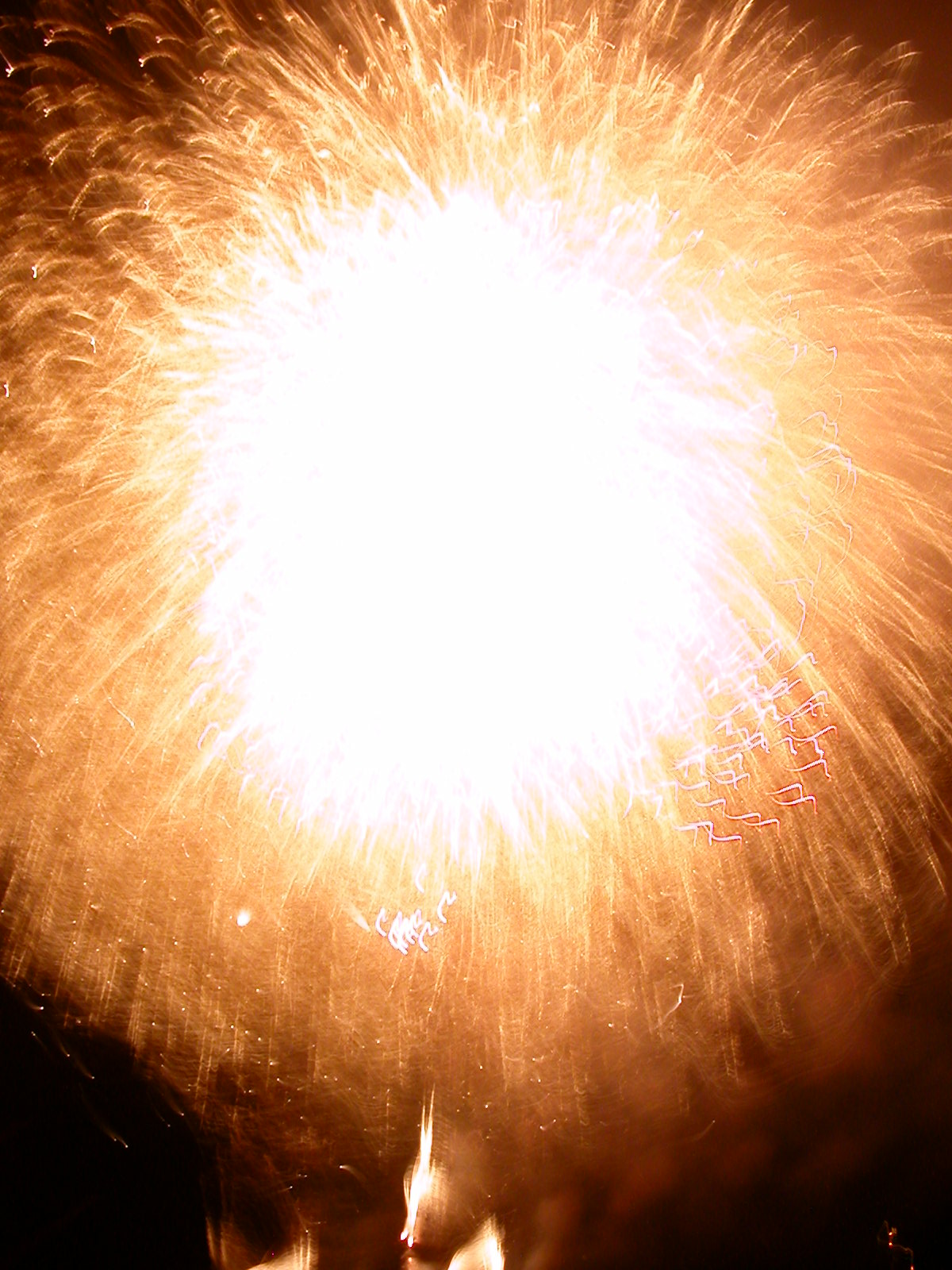
海上花火大会 尺玉連発

- よっしゃ来い!!CHOUROKUまつり（5月第3土・日曜日）[86]
- 戦国のろし祭り（5月最終日曜日）
- 魚津神社祭礼（6月4〜6日）
- じゃんとこい魚津まつり（8月第1金・土・日曜日）
  - たてもん祭り
  - せり込み蝶六 町流し
  - 海上花火大会
  - 経田七夕まつり（8月7日）
- 三ヶ村花火大会（8月中旬）[87]
- 八幡社みこし祭り（9月第3土曜日）
- 魚津産業フェア（○○魚津）（10月中旬）
- アクアリウムコンテスト～富山湾の魚を3Dで作ろう～[88]

以下は過去に存在した祭り・イベント
- 魚津商工フェア[89]
- 魚津うまいもん祭り[90]

### 芸術
- 富山現代美術展　ART/X/TOYAMA in 魚津
- 富山近代美術館所蔵作品展
- 魚津市美術展覧会
- 魚津市民文化祭
- 北日本民謡舞踊魚津大会
- 全日本吹奏楽コンクール県大会
- とやまっ子まちなかアートin商店街
- 学びの森音楽祭
- とやま室内楽フェスティバル
- 富山県中学校文化祭
- アマチュアバンドライブUSIC
- みらパーク音楽会[91]

### 舞踊・民謡
- せり込み蝶六
- 金山谷の獅子舞
- 小川寺の獅子舞
- 布施谷節(ふせんたんぶし)

### 遺跡
※かつてあった遺跡も含む。
- 桜峠遺跡
- 大光寺遺跡
- 早月上野遺跡
- 出遺跡
- 印田遺跡
- 天神山遺跡
- 石垣遺跡
- 釈迦堂遺跡
- 小川寺遺跡
- 長引野遺跡
- 仏田遺跡（8号線バイパス建設工事で出土）

など

### その他
- 万灯台
- 米騒動発祥の地
- 大谷温泉スキー場(現在は休業中であるが、地元のスキーレーシングチームである魚津レーシングが練習に使用することがある)

## 特産品・名産品
- 加積りんご（おもに上村木、吉島、六郎丸地区にて栽培）
- 友道ナシ（おもに本江、友道地区にて栽培）
- 西布施ぶどう（おもに西布施地区にて栽培）
- 魚介類（ホタルイカ、魚津寒ハギ、ブリ、白エビ、ベニズワイガニ、ゲンゲなど）
- かまぼこ
- 黒作り
- 寒ハギラーメン、魚津クリアらーめん
- 深層水ソフトクリーム、加積りんごソフトクリーム、深層水ラーメン
- 魚津漆器

など

## 著名な出身者
五十音順
- 旭川幸之焏（力士）
- 石川歩（プロ野球選手、千葉ロッテマリーンズ所属）
- 石川准（社会学者、静岡県立大学教授）
- 石黒誠作 (元プロ野球選手、元大阪近鉄バファローズ)
- 臼井嘉一（教育学者、国士舘大学教授）
- 江幡修三（法曹、弁護士）
- 沖田×華（漫画家）
- 川原田政太郎
- 久和恵実（フリーアナウンサー、元富山エフエム放送）
- 琴ヶ浦善治郎（力士）
- 佐賀枝夏文（社会福祉学者、大谷大学教授）
- 佐土原かおり（声優）[92]
- 沢樹舞（エッセイスト、ラジオパーソナリティ）
- 小路晃（プロレスラー）
- ジョージ土門（占い師）
- 住栄作（海軍軍人、政治家）
- 住博司（政治家）
- 田中笑伊（女子ラグビー選手）
- 田村康介（将棋棋士）
- 谷林正昭（政治家、参議院議員）
- 中尾哲雄（実業家、ITホールディングス社長）
- 中島真紀子（アナウンサー、北日本放送）
- 藤井友里子（ボッチャ選手）[93]
- 牧陽一（中国文学者）
- 村田顕弘（将棋棋士）
- 柳下詩織（アナウンサー）
- 楽山孝志（元プロサッカー選手、FCヒムキ所属）
- 横山源之助（ジャーナリスト）
- 吉田忠雄（実業家、YKK創始者）
- PxOxN（LONG SHOT PARTY）

## 名誉市民
- 川原田政太郎（1969年12月20日）
- 吉田忠雄（1982年6月21日）
- 吉田久松（1982年6月21日）
- 金光邦三（1992年3月16日）
- 森本芳夫（1992年3月16日）
- 谷正雄（1998年3月19日）
- 清河七良（1998年3月19日）
- 中尾哲雄（2006年6月22日）
- 桑山征洋（2012年11月1日 贈呈）
- 長勢甚遠（2014年11月3日 贈呈）[94]

## 魚津市を舞台にした作品

### テレビドラマ
- 凛凛と（1990年）
- 蜃気楼（1998年10月26日、TBSの月曜ドラマスペシャル枠内）[95][96]
- 父からの手紙（2007年12月26日、テレビ東京の水曜ミステリー9枠内。県内ではBBTで後日放送）
- 浅田次郎ドラマスペシャル 琥珀（2017年9月15日、テレビ東京）

### 映画
- トラック野郎・熱風5000キロ - クライマックスの激走シーンの目的地が魚津港で、その前にも魚津を訪れるシーンがある。
- 逢いたい - 旧・白倉小学校がロケ地の一つになった。[97]。
- 8月のクリスマス - ミラージュランドが登場。
- ストロベリーショートケイクス - ミラージュランドのほか、サンプラザ内の書店もロケ地となった。
- げんげ[98] - 2013年に富山県限定で公開。
- 魚津のパン屋さん[99] - 2015年10月17日に公開。
- 羊の木[100] - 劇中では『魚深市』として登場。2018年2月3日公開。
- あのこは貴族 - 時岡美紀 (演 水原希子)の故郷 「ある地方都市」として登場。 2021年2月26日公開。
- 牛首村 - 坪野鉱泉旅館の廃墟が登場。2022年2月18日公開[101]。

### 文学
詩・和歌・短歌・俳句
- 万葉集[注 9]

小説・戯曲
- 押絵と旅する男（江戸川乱歩）
- 蜃気樓（柴田錬三郎）
- 蜃気樓の町（山室静）
- 天と地と（海音寺潮五郎）
- 天地人（火坂雅志）
- 能登の雨が呼んだ（笹沢左保）
- 無比人（真樹日佐夫）-主人公の出身地
- 琥珀（浅田次郎）

評論・紀行・研究
- 日本の下層社会（横山源之助）
- 魚津だより（池田弥三郎）

### 漫画
- 空と海と蜃気楼と（津雲むつみ）
- 蜃気楼家族（沖田×華）

### アニメ
- グレートハント（The BERICH）: 市内が舞台の中心である。
- 名探偵コナン (アニメ) - 第778話（2015年5月16日放送）『天使が消えた蜃気楼』の舞台が市内。

### 音楽
- 魚津海岸：氷川きよしの曲。南風のカップリング曲[102]。